# エドガー・アラン・ポー
エドガー・アラン・ポー（英語: Edgar Allan Poe, 1809年1月19日 - 1849年10月7日）は、アメリカ合衆国の小説家、詩人、評論家。

## 人物
マサチューセッツ州ボストンに生まれる。旅役者であった両親を早くに失い（父親は蒸発、母親は死亡）、名づけ親の商人アラン家に引き取られ、幼少期の一時期をロンドンで過ごした。帰国後17歳でヴァージニア大学に進む。学業成績は極めて優秀で、詩人としても認められるが、賭博、大酒で悪名を馳せる。養父アランと賭博の借金が原因で仲たがいになり退学。家を出て陸軍に入隊。いったん除隊して養父とのよりを戻し、こんどは士官学校に入学するもなじめず、規則違反行為で退学処分。その後、文筆で身をたてるべく詩や短編小説を創作し始める。（筆名には、養家名のアランをそのまま名乗ることはなく、ほとんどエドガー・A・ポー、あるいはエドガー・ポーとしている）　ゴシック風の恐怖小説「アッシャー家の崩壊」「黒猫」、世界初の推理小説と言われる「モルグ街の殺人」、暗号小説の草分け「黄金虫」など多数の短編作品を発表、また1845年の詩「大鴉」でも評判を取った。また同時に有能な雑誌編集者であり、文芸批評家でもあったが、飲酒の悪癖などでトラブルを起こす癖はなおらず、いくつもの出版社を渡り歩いた。1833年、当時まだ13歳だった従妹ヴァージニア・クレムと結婚するが、1847年に貧苦の中で結核によって彼女を失い、その2年後にポー自身も謎めいた死を遂げた。
ポーはアメリカにおいて文筆だけで身を立てようとした最初の著名な作家であったが、文名を得てからもその生活はほぼ常に貧窮の中にあった。その作品は当初は本国よりもむしろヨーロッパで評価され、特にボードレールによるポーの翻訳はフランス象徴派の文学観形成に大きく寄与した。またポーが「モルグ街の殺人」で作り出したC・オーギュスト・デュパンの人物像は以後の推理小説における探偵の原型となっており、ポーは近代推理小説の開祖とみなされている。そのほか科学的知見を取り入れた『アーサー・ゴードン・ピムの物語』などの冒険譚はジュール・ヴェルヌら後世のSF作家にも影響を与えている。

## 生涯

### 出自

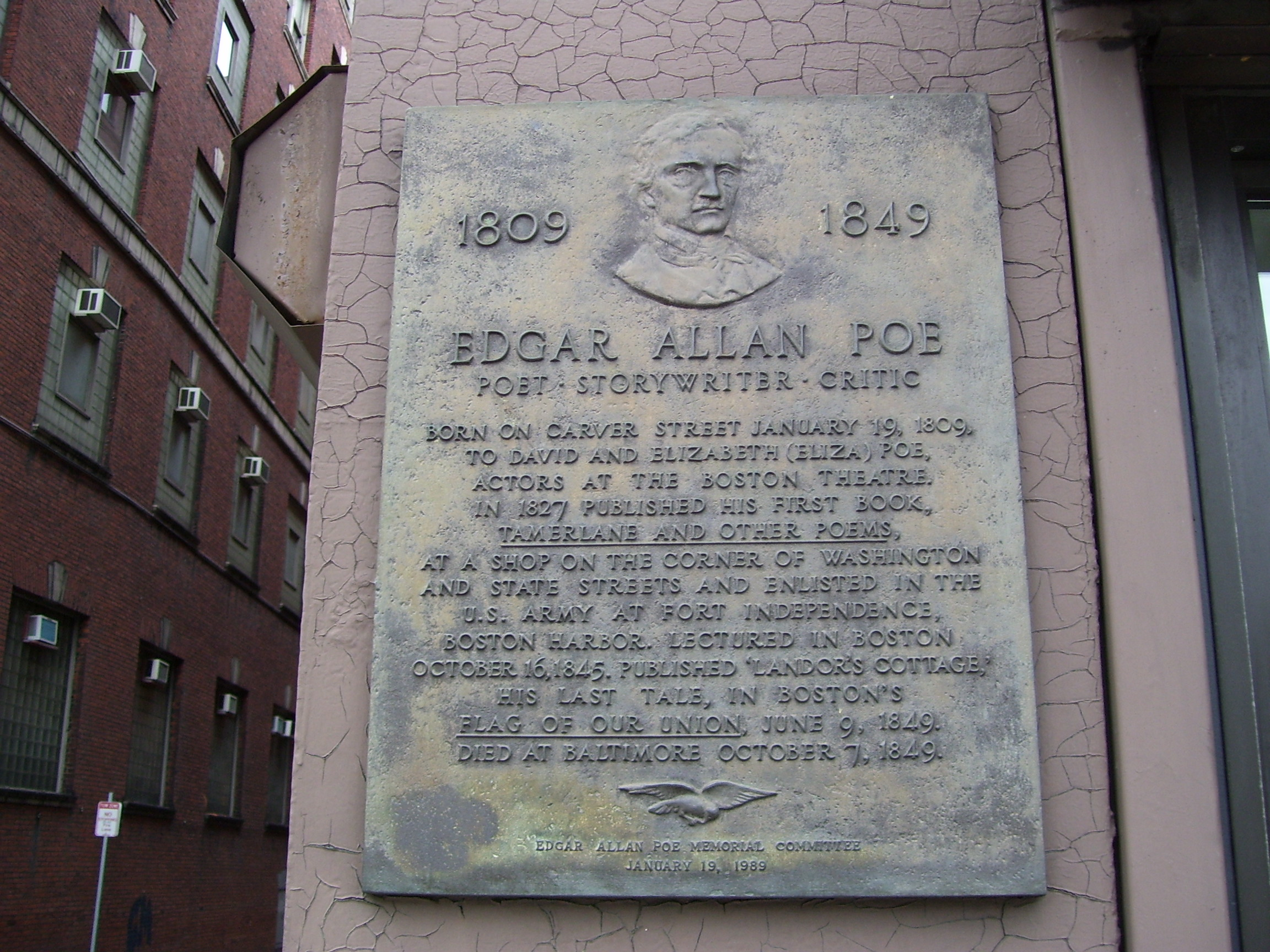
ポーの生誕地付近にある記念プレート。マサチューセッツ州ボストン。

エドガー・アラン・ポーは1809年、マサチューセッツ州ボストン市に、ロンドン出身の女優エリザベス・ポーと俳優デイヴィッド・ポーの息子エドガー・ポーとして生を受けた。父方の祖父のデイヴィッド・ポーは独立戦争時に活躍して歩兵から少佐に昇級し、私財を投じて独立軍のために食料を賄ったことから兵士たちに「ポー将軍」と尊称されていた人物であった。ポーの父デイヴィッドは彼の名を継いだ四男であり、当初は法律を学んだもののその後演劇を志し、ボルティモアの素人劇団で俳優として活動していた。一方母エリザベス・ポー（旧姓アーノルド）はこの頃ボルティモアの「新劇場」で活躍しており、1802年頃に同じ一座で活動していたチャールズ・ホプキンスと結婚するも1年で離婚、その後一座に出演するようになったデイヴィッド・ポーと1806年に結婚した。
エドガー・ポーは次男であり、兄に2つ上のウィリアム・ヘンリー・レナードがおり、また1年後にやや知恵遅れの妹ロザリーが生まれるが、巡業に忙しい両親は子育てをしている暇がなく、幼い兄弟はボルティモアの父の実家に預けられていた。「エドガー」の名は、おそらく、両親が1809年に公演したシェイクスピア『リア王』から取られたものと思われる。
しかし1810年10月、バージニア州リッチモンドでの公演を終えた直後に、父デイヴィッドが突如家族を捨て失踪してしまう。当時エリザベスは長女ロザリーを身ごもっており、また夫の実家からエドガーのみを引き取ってきた後だったが、出産の準備のために収入が途絶え、出産の前後は貧困生活に苦しまねばならなかった。産後の肥立ちも悪く、1811年1月には舞台に復帰していたが、結核にかかり同年12月に他界する。両親を失った子供たちは、兄ウィリアムが父方の実家に、エドガーが両親と親交のあったリッチモンドのアラン家に、ロザリーがアランの友人宅にそれぞれ引き取られることになった。
エドガーを引き取ったジョン・アランは成功した商人であり、タバコや織物、小麦、墓石から奴隷まで幅広い商品を扱う輸入業者であった。彼は1803年にフランセス・ヴァレンタインと結婚していたが子宝に恵まれず、自身たちと同じスコットランド系の孤児を望んでいた夫人が特に希望してエドガーを養子にしたいと申し出たのである。ポーはこの際に「エドガー・アラン・ポー」の名が与えられるが、しかし養子とするための正式な手続きは行なわれていなかった。

### 大学時代まで
1815年、前年に米英戦争が終結し時局が安定したため、アラン一家は事業拡大のためイギリスに渡った。ポーはアランの生まれ故郷であるスコットランドのアーヴィンで短期間グラマースクールに通った後、1816年に一家とともにロンドンのチェルシーに移りここで寄宿舎生活を送った。しかし養母フランセスが健康を害したため転地療養を繰り返し、これに併せてポーも転校を余儀なくされた。1817年の秋季からはロンドン郊外のストーク・ニューイーストンにあるマナー・ハウス学校に通った。ここでの寄宿舎生活はのちに「ウィリアム・ウィルソン」で生かされることになる。
1820年になるとアランのロンドンでの事業拡大が失敗に終わったことがはっきりし、6月に一家はリッチモンドに戻ることになった。アメリカに戻ったポーはアイルランド人の経営する英語・古典学校に通い、ここでフランス語、ギリシャ語、ラテン語や古典文学を学んだ。ポーは外国語では抜群の成績を収めており、また詩作もこの頃に始めている。一方義父アランはリッチモンドでの経営も思わしくなく、1825年には商会を解散したうえ自宅も売却せざるを得なくなった。しかしちょうどその頃にアランの伯父にあたるウィリアム・ゴールドが死去し、アラン家に75万ドルと見積もられる莫大な遺産が転がり込んだ。アラン家はふたたび金満家になり、その祝いにリッチモンドの本通りに豪奢な2階建ての家を購入することができた。
1826年、ポーは前年に開校したばかりのヴァージニア大学に入学した。大統領から退いたトマス・ジェファーソンが設立し自ら総長を任じていた大学で、学生の自主的活動を重んじ、学課も自由選択制をとっていた。ポーはここの学生寮で生活しながら、ギリシア語、ラテン語、フランス語、ドイツ語、イタリア語、スペイン語を学び、そのほか古代地理、美文学、修辞学なども受講し、文学ではウェルギリウス、トゥキディデス、ユウェナリス、ホメロス、ヘシオドスといった古典文学の他、シュレーゲル兄弟、ノヴァーリス、ティーク、ホフマン、ゲーテ、シラーなどのドイツ文学に親しみ、図書館にも熱心に通った。

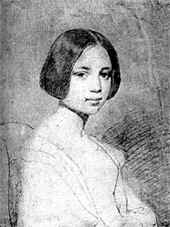
サラ・エルマイラ・ロイスター

しかし、大学生活は心楽しいことばかりではなかった。ポーは大学に入る前年、近所に住む美少女サラ・エルマイラ・ロイスターと恋に落ち、密かに婚約を交わしていたのだが、大学に入って以降に彼女へ送った恋文の返事がまったく来なかったのである。ポーは知らなかったのだが、彼の送った手紙はエルマイラの父親に破り捨てられていたのである。その後、エルマイラは父親により豪商の息子に嫁がされることが決まった。
失恋に続き金銭面での問題が起こった。義父アランからの送金が遅れたために生活が困窮し始め、ポーは小遣い銭を得るためにトランプ賭博に手を出すようになった。その後義父の送金が届いてからも賭博をやっては負け続け、その負債額は2000ドルに及んだ。事情を知ったアランはポーの生活費の借金は返済してやったが、賭博の負けは絶対に返済しようとしなかった。

### 陸軍、士官学校時代

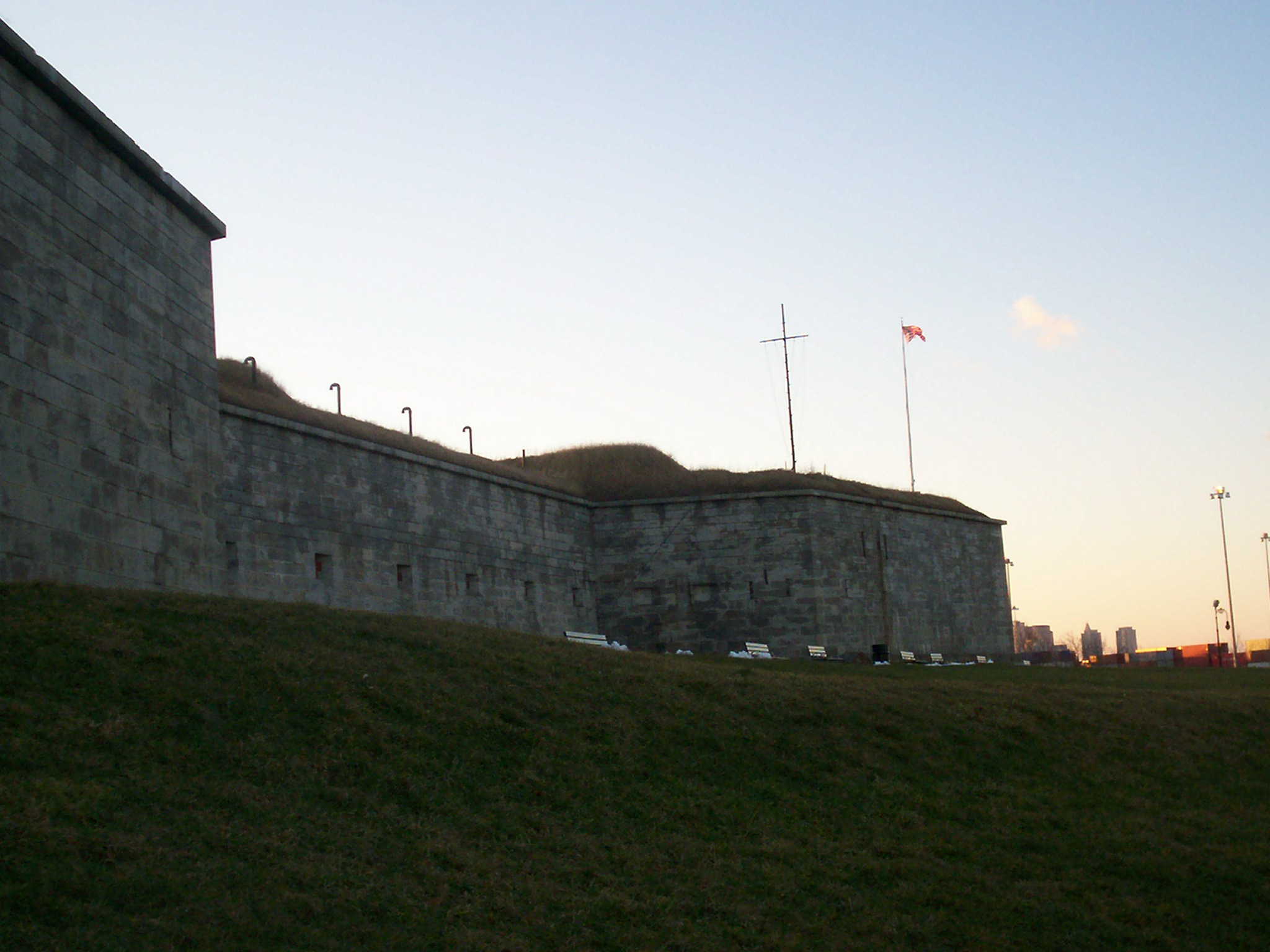
陸軍時代のポーが最初に配属された、ボストン港にある独立砦。

借金を抱え大学を辞めざるをえなくなったポーは、1827年3月に家出同然にリッチモンドの実家を出てボストンに向かった。ボストンに着いてからはアンリ・ル・ランネという偽名を使い、店員や新聞記者のアルバイトをして生活費を得ていたが、5月になってエドガー・A・ペリーという偽名を使い、また年齢も18歳を22歳と偽って、アメリカ合衆国陸軍に入隊した。最初の配属先はボストン港内にある砦で、給与は月5ドルであった。その一方で、ポーはボストンで自分の詩集を出版するための印刷業者を探し、同年7月に第一詩集『タマレーン、その他の詩集』を出版している。しかし「一ボストン人」の名で出版された40ページのこの詩集は、事実上何の反響も起こさなかった。
1827年11月、ポーの連隊はウォールタム号に乗ってサウスカロライナ州のムールリ砦に移動した。ポーは大砲の弾を準備する特別技術兵に昇進し、給与も二倍になった。1828年にはヴァージニア州にあるモンロー要塞に移り、ポーは翌年1月、下士官が到達できる最高の階級である特務曹長に昇進した。しかしポーは5年ある勤務期間の早期除隊を希望するようになり、指揮官のハワード中尉に自分の本名と年齢を明かした上で相談した。彼はポーに、義父のジョン・アランに連絡を取るよう指示し、ポーはアランに手紙を送ったが、この手紙は無視された。しかし1829年2月28日に義母のフランセスが死去し（ポーは電報を受けてリッチモンドに戻ったが、既に死去した後だった）、このことがアランの態度を和らげたのか、彼はようやくポーの希望通り除隊の上でウェスト・ポイント陸軍士官学校に入学することを許可した。
ポーは4月に除隊したが、しかし士官学校の入学者は既に定員に達しており、入学は翌年の7月まで待たなければならなくなった。その間リッチモンドで生活する気になれなかったポーは、実兄ヘンリーが引き取られているボルティモアの父の実家を訪れることにした。祖父にあたる「ポー将軍」は既に死去しており、ここには祖母にあたるエリザベス・ポー、その娘のマライア・クレム、その子供のヘンリーとヴァージニア、そしてポーの実兄ウィリアムが住んでいたが、ポーの予想に反し、祖母の年金と叔母のわずかな収入を頼りに非常に貧しい生活をしていた。ポーはこの家での滞在を諦め、ボルティモアに安アパートを探すことに決めた。またこの間、ポーは第二詩集の出版を計画していたが、義父アランに頼んだ出版費用が送金されず企画倒れに終わった。しかしその後、長詩「アル・アーラーフ」が複数の雑誌に掲載されたことから世間の注目を集め、12月にボルティモアのハッチ・アンド・ダニング社から『アル・アーラーフ、タマレーン、および小詩集』と題した第二詩集を出版することができた。
1830年7月、ポーは入学試験を経てウェスト・ポイント陸軍士官学校に入学した。しかしここでの生活はポーが想像したほど自由なものではなく、詩も小説も読むことを禁じられていた。この年の10月、義父ジョン・アランはルイザ・パターソンと再婚するが、この結婚と、さらに彼が別の恋人との間に婚外子をもうけていた問題でポーと口論になり、その結果義父により勘当が言い渡された。遺産相続の可能性がなくなったポーは士官学校を去ることを決意、1831年1月にアランへ手紙でその旨を伝えた後、意図的な怠業を行なって軍法会議にかけられ、放校処分となった。
2月にウェストポイントを出たポーは、3月中ごろまでニューヨークの安ホテルに滞在し、エラム・ブリス社を訪れた。エラム・ブリスはウェストポイントに出入りしていた業者で、ポーの評判を聞いて詩集の出版を引き受けたのである。出版費用はウェストポイント士官学校の生徒のカンパで賄われており、一人につき75セントずつ、合計で170ドルに達した（彼らはこの詩集を、ポーが以前書いて見せたような上官に対する風刺詩を集めたものと思っていたらしい）。ポーの第三詩集『ポー詩集』は「アル・アーラーフ」や「タマレーン」を再録していたほか、「ヘレンへ」「海の中の都市」「イスラフェル」などの新詩を含んでいたが、あまり好評は得られなかった。

### 文筆生活
ポーはジャーナリズムの活発なボルティモアを生活の場に定め、クレム叔母の家に居候をしながら（実兄のウィリアム＝ヘンリーは結核で1831年8月に死去していた）短編小説の執筆を始めた。1832年の1月、『サタデー・クオリア』誌に「メッツェンガーシュタイン」が採用され、以後同誌に「オムレット侯爵」「エルサレムの物語」「息の喪失」「バーゲンの損失（のち「ボンボン」として改筆）」が掲載、1833年からは『サタデー・ヴィジター』誌に詩や短文を掲載した。この頃ちょうど同『サタデー・ヴィジター』誌が短編と詩の懸賞を打ち出したため、ポーは『フォーリオ・クラブ物語』と名づけた短編6編と詩を投稿、このうち短編「壜の中の手記」が最優秀作に選ばれ賞金50ドルを獲得した。

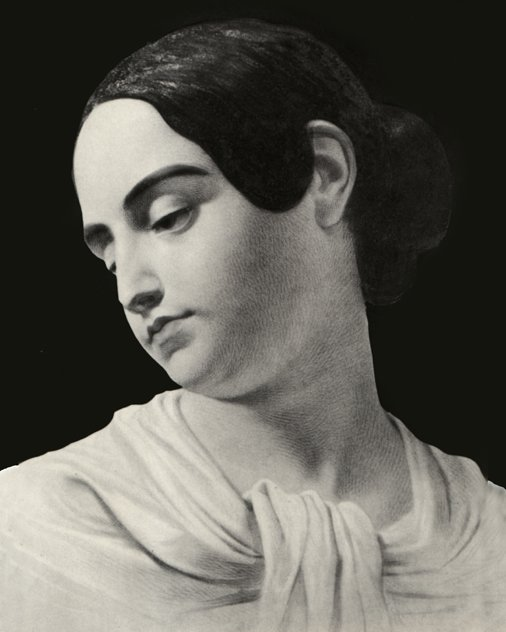
ヴァージニア・クレム

さらにポーは、このとき審査員を務めていたボルティモアの著名な政治家であり作家であった、ジョン・P・ケネディと親しくなり、彼の斡旋でリッチモンドの『サザン・リテラリー・メッセンジャー』誌に作品を掲載するようになった。さらにその後同誌の編集長が退職すると、ケネディの推薦で『メッセンジャー』誌の主筆編集者として迎えられることになった。しかしこの頃、ポーはまだ少女であった従妹のヴァージニアへ求婚し、それを叔母マライアに拒絶されていたことから飲酒の量が増えるなどして心情が荒れており、『メッセンジャー』誌の職を短期間で辞してしまった。しかし度重なるポーの説得にマライアが折れ、1833年9月にボルティモアの郡裁判所から結婚許可を受けた。当時ポーは26歳、ヴァージニアはまだ結婚不可能な13歳1か月であったが、結婚誓約書には21歳と記されていた。
その後ポーは『メッセンジャー』誌の創刊者トマス・ホワイトに再就職の希望を伝えて受け入れられ、10月に妻となったヴァージニアと叔母マライアとともにリッチモンドに移り住んだ。『メッセンジャー』主筆としてポーは自作の短編を発表していっただけでなく、毎号広い分野におよぶ論壇時評を書き、また苛烈な作品評を行なって評判を取った。『メッセンジャー』はポーが主筆になったことによって、500程度だった発行部数が3500まではね上がり、南部の主導的な文芸雑誌の地位にまでのし上がった。仕事が軌道に乗ったことから、1836年5月にポーはクレム叔母やホワイト、トマス・クリーランド知事など9名を招いてヴァージニアとの公開の結婚式を挙げた。
『メッセンジャー』誌は好評を取り続けたが、しかしポーは実績に見合った昇給をしてもらえず、また編集に口出しがされ始めたことで創刊者のホワイトと不仲になり始めた。就職から1年経った1837年1月、ポーは『メッセンジャー』を辞し、2月末に家族を連れてニューヨークに移った。ここで編集の仕事をするつもりだったのだが、しかし依頼しておいた『ニューヨーク評論』編集のポストが不採用になり、代わりに以前『メッセンジャー』に2度掲載した長編『アーサー・ゴードン・ピムの物語』の完成に力を注いだ。翌年7月に出版された『ピムの物語』はアメリカの20誌以上の新聞・雑誌に言及するなど話題作となったものの売り上げは伸びず、すでに収入減からフィラデルフィアに移っていた一家の生活はみるみる窮乏していった。

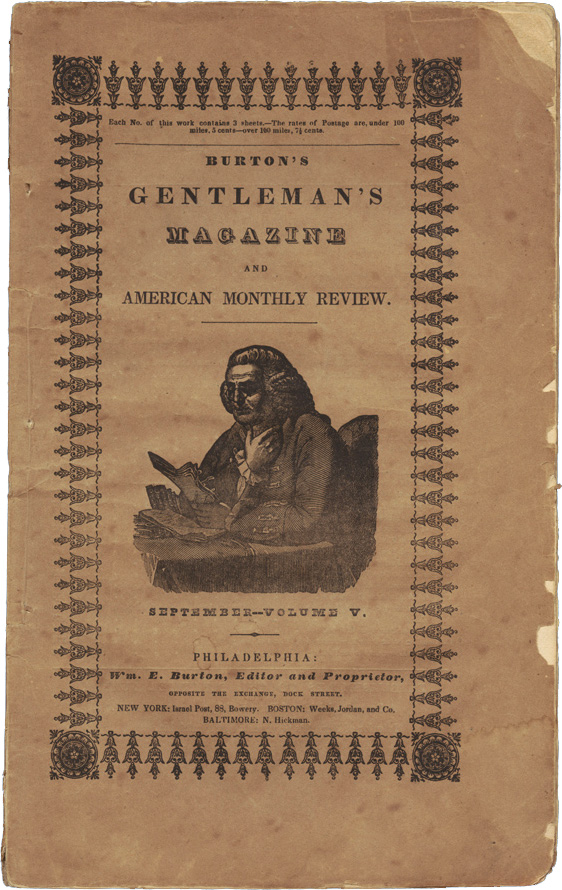
『グレアムズ・マガジン』1839年9月号。「アッシャー家の崩壊」が掲載された。

ポーは『アメリカン・ミュージアム』誌に「ライジーア」などいくつかの作品を発表したのち、1839年、喜劇俳優ウィリアム・バートンが創刊した雑誌『ジェントルマンズ・マガジン』に依頼され、週給10ドルでこの雑誌の編集者となった。ポーは『メッセンジャー』時代の編集の経験を生かしつつ、「ウィリアム・ウィルスン」「アッシャー家の崩壊」などの短編や詩を同誌に掲載していき、その傍らリー・アンド・ブランチャード社より初の小説作品集『グロテスクとアラベスクの物語』を同年9月に刊行した。25編からなるこの作品集は非常に多数の雑誌が書評を行なったが、評価は賛否両論であった。
その後バートンと編集方針などで対立したため、翌年6月にポーは『ジェントルマンズ・マガジン』を辞めるが、バートンが雑誌を弁護士ジョージ・グレアムに譲渡し新たに『グレアムズ・マガジン』が創刊されるとポーは新雑誌の編集者として迎えられた。こうして11月に創刊した『グレアムズ・マガジン』では「群集の人」「モルグ街の殺人」「メエルシュトレエムに呑まれて」などの短編のほか多数の評論を発表し、1年半後には『グレアムズ・マガジン』は発行部数3万7000部を誇る、アメリカ合衆国最大の雑誌へと成長した。なおポーは『グレアムズ・マガジン』時代の1842年3月には、渡米してきたチャールズ・ディケンズと面会を果たしている。
またこの間、ポーは雑誌の編集に携わりながら、自らも雑誌を創刊することを夢見て様々な画策を行なっていた。すでに『ジェントルマンズ・マガジン』時代に『ペン・マガジン』の名づけた自分の雑誌を構想しており、1840年には『スタイラス』と名を変えたこの雑誌の設立趣意書を発表したが、この雑誌はポーの生存中に創刊されることはついになかった。自分の雑誌の構想に腐心する一方、1842年1月には妻ヴァージニアが自宅でピアノを弾いていた最中に喀血、結核の最初の兆候であり、以後ヴァージニアの病状にも気を取られ、また酒の量も増えた。こうした事情でポーは『グレアムズ・マガジン』の仕事を休みがちになり、4月になると編集長の地位を『アメリカの詩人たちと詩』を出版したばかりのルーファス・ウィルモット・グリスウォルドに奪われてしまっていた。ポーは5月まで同誌に勤めた後、職を辞した。
『グレアムズ・マガジン』を去った後も、ポーは『ダラーズ・ニュースペーパー』の懸賞で「黄金虫」により100ドルの賞金を受けた他、「マリー・ロジェの謎」「落し穴と振り子」などの作品を各誌に発表し、1843年9月には作品集『散文物語集』を刊行するが、依然として生活は窮乏していた。新規まき直しを図るため1844年6月にニューヨークに移り、「軽気球夢譚」（『ザ・サン』紙にまるで実話であるかのように掲載され大当たりを取った）「早すぎた埋葬」「催眠術の掲示」などを発表していき、1845年10月には週刊誌『イヴニング・ミラー』の記者として迎えられた。1845年にポーが同誌に発表した詩「大鴉」は絶賛を博し、他誌にも次々に掲載されポーの文名を大いに高めたが、この詩の出版に対しポーに支払われた報酬はわずか9ドルであった。

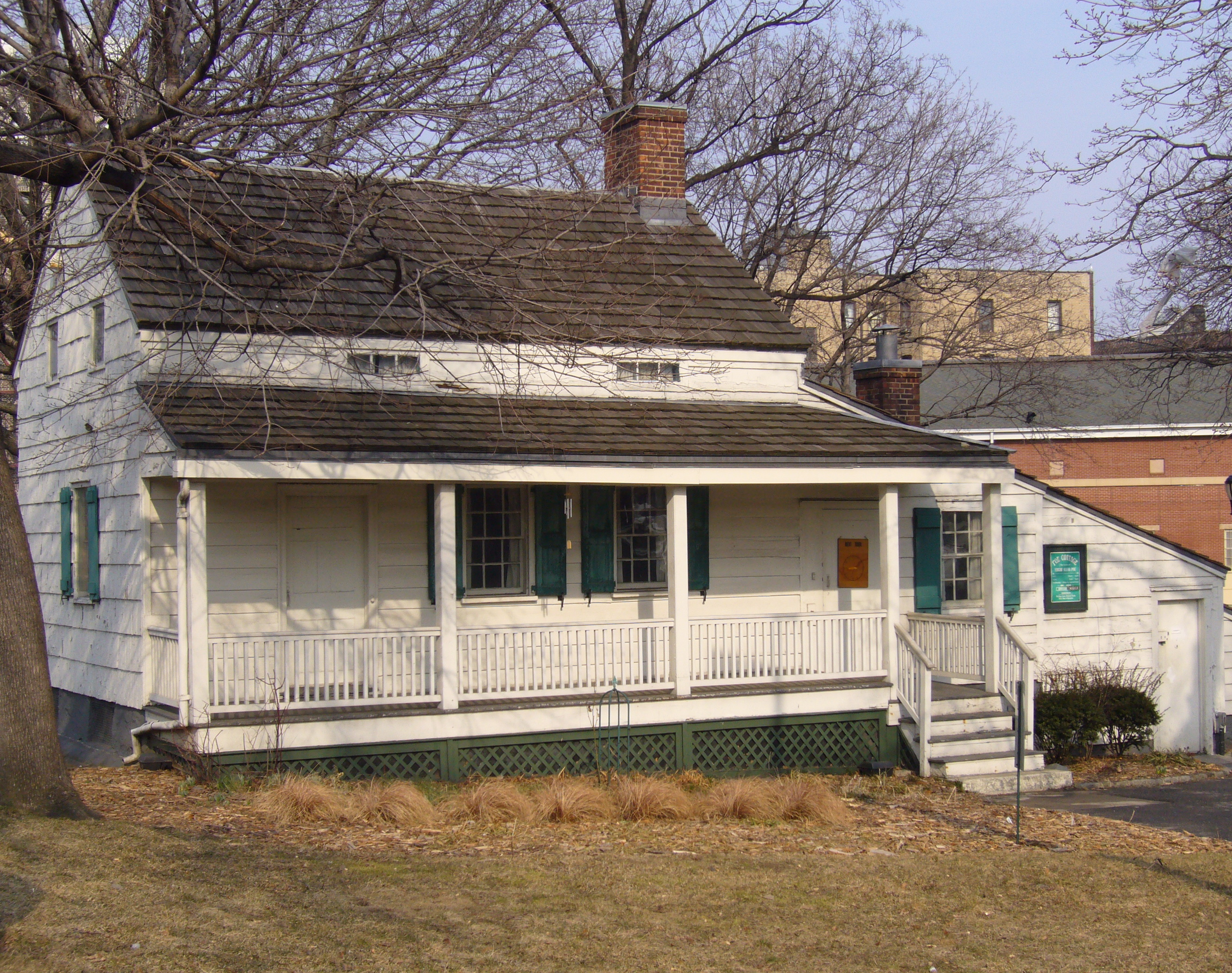
ポーが晩年に起居していた、ニューヨーク・ブロンクス区にある木造家屋。

1845年2月よりポーは『ブロードウェイ・ジャーナル』に職場を移し、自作を寄稿したほか文芸時評を担当した。同誌でポーはヘンリー・ワズワース・ロングフェローを剽窃者として論難しており、ロングフェローの擁護者との間での論争に発展したが、この論争はポーの分が悪いままに終わっている。6月には作品集『物語集』を出版して予想外の売り上げを収めた。文名が高まるとともに雑誌経営への希望を依然として持ち続けていたポーは、12月に『ブロードウェイ・ジャーナル』の経営権を譲り受けたが、しかし資金繰りに苦しんだ結果わずか1ヶ月で手放さなければならなくなった（翌年に廃刊）。生活は窮乏し、1846年には妻を連れてブロンクス区にある木造家屋に転居した。1847年1月、ヴァージニアは貧苦の最中この小屋で息を引き取った。
この年よりポーは「散文詩」と銘うった壮大な宇宙論『ユリイカ』の完成に精力を傾けた。しかし翌年この論文をもとに行なった講演は明らかな失敗に終り、7月に刊行された書籍も売れ行きは伸びなかった。この頃、ポーは夜会で出合ったサラ・ヘレン・ホイットマン夫人や、講演で出合ったアニー・リッチモンド夫人と恋愛関係を持った。特にホイットマン夫人に対しては再三の求婚を行い、ポーが酒を絶つことを条件に9月に婚約が成立したものの、その後文学愛好家とバーで酒を飲んだことが夫人の耳に入り、このために婚約は破談となってしまった。1849年、ポーは仕事のために戻ったリッチモンドで青年時代の恋人で未亡人となっていたエルマイラ・ロイスターと再会し、再三の求婚の後に彼女と婚約した。

### 死
10月に結婚式を控えた1849年9月、ポーは自分の選集の出版準備を始め、それに関してルーファス・グリズウォールドの協力を得るために、久しぶりにニューヨークに戻ることにした。27日にリッチモンドを出、48時間の船旅のあとにボルティモアに着くと、ポーはなぜかそこに数日滞在した。ちょうどメリーランド州議会選挙のまっただ中であり、10月3日が投票日に当たっていた。

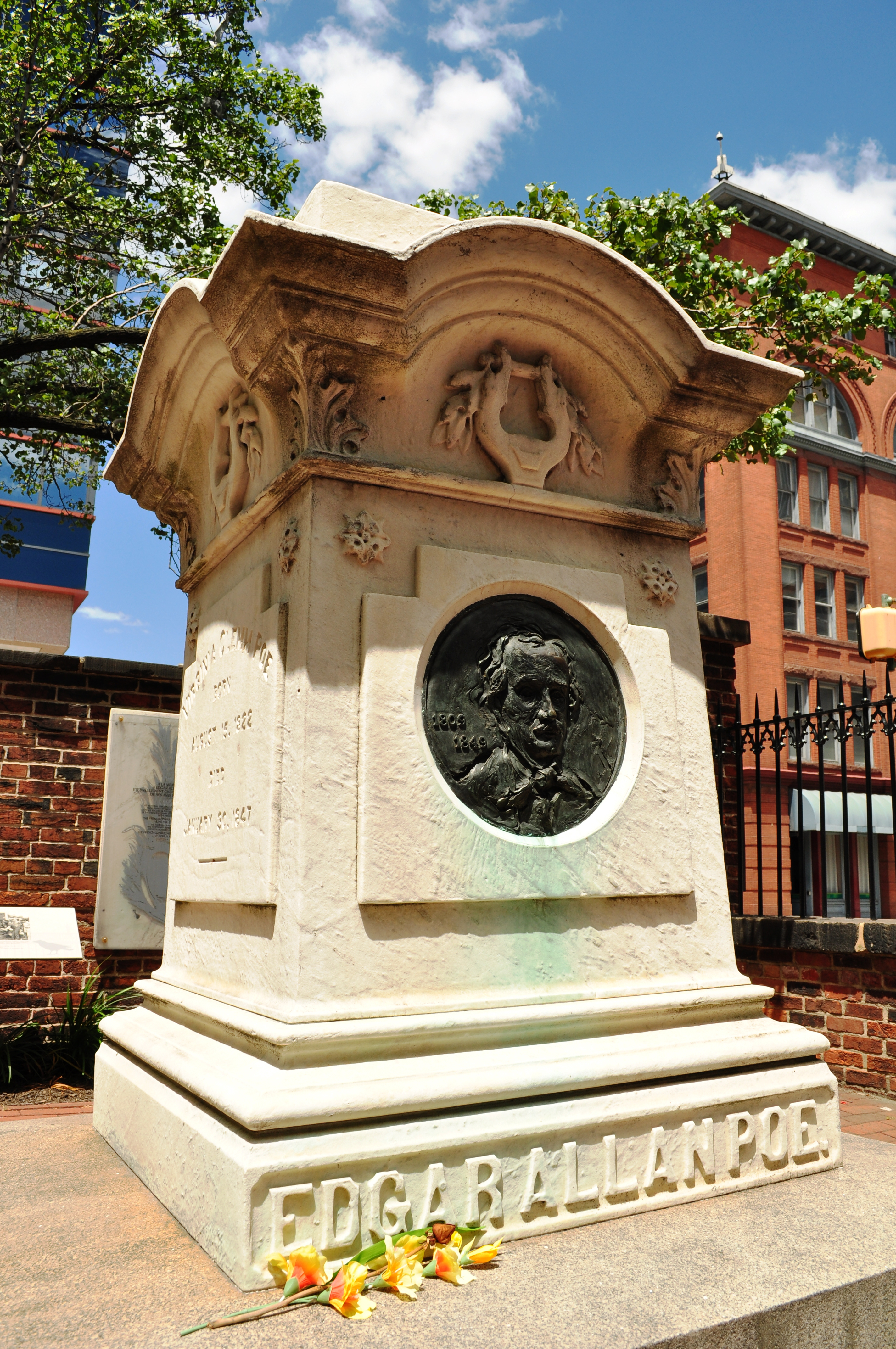
ボルティモアのポーの墓所。

しかし、10月3日、ポーはライアン区第4投票所にあたる酒場「グース・サージェンツ」にて、ひどい泥酔状態でいるところを旧知の文学者にたまたま発見され、ただちにワシントン・カレッジ病院に担ぎ込まれたが、4日間の危篤状態が続いたのち、10月7日早朝5時に死去した。その間ポーは理路整然とした会話ができる状態でなく、なぜそのような場所で、そのような状態に陥っていたのかを話すことはなかった。ポーは発見された際、他人の服を着せられており、また死の前夜には「レイノルズ」という名を繰り返し呼んでいたが、それが誰を指しているのかも分からなかった。一説にはポーの最期の言葉は「主よ、私の哀れな魂を救いたまえ（Lord help my poor soul）」であったという。新聞各紙はポーの死を「脳溢血」や「脳炎」のためと報道したが、これは当時、アルコールなどのような外聞の悪い死因を婉曲に伝えるためにしばしば用いられた言葉でもあった。
死亡証明書を含め、ポーの診断書は現在ではすべて紛失してしまっており、死の真相は謎のままであるが、1872年の早い時期から、クーピング（cooping、選挙の立候補者に雇われたならず者が、旅行者やホームレスに無理矢理酒を飲ませるなどして自己判断ができない状態にして投票所に連れて行き、場合によっては複数回投票させること。当時は有権者の身元確認がしっかりと行なわれていなかった）の犠牲になったのだとする説が広く信じられている。それ以外にも、急性アルコール中毒による振戦譫妄、心臓病、てんかん、梅毒、髄膜炎、コレラ、狂犬病などが死因として推測されている。

## 作風とジャンル

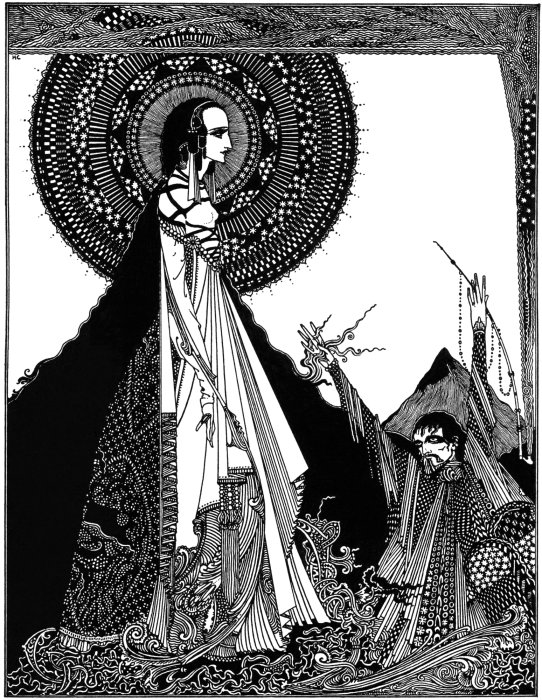
「ライジーア」の挿絵（ハリー・クラーク画）。「美女の死と再生」はポーが好んで使用したモチーフであった。

ポーの作品のうち最もよく知られているものは「アッシャー家の崩壊」「黒猫」「ライジーア」「赤死病の仮面」「ウィリアム・ウィルソン」などのゴシック小説ないし恐怖小説であり、特に死に対する疑問、病や腐敗、早すぎた埋葬、死からの再生といったテーマが好んで取り上げられ、その創作の大部分はダーク・ロマンティシズムに属するものと考えられている。ダーク・ロマンティシズムは超絶主義から起こった文学的な潮流だが、ポーは超絶主義の思想自体は毛嫌いしており、この思想運動の追随者たちを「池の蛙たち」と呼んで批判していた。これらに加えてポーは「オムレット侯爵」「ボンボン」「息の喪失」「××だらけの社説」といった、風刺小説やパロディなどに類するユーモア小説も手がけている。ポーのデビュー作「メッツェンガーシュタイン」ももともと「ドイツ人に倣びて」という副題が付けられたゴシック小説のパロディとして書かれていたもので、作家活動を始めたばかりのポーは「フォリオクラブ物語」の総題で一連のパロディ作品を書いていく構想も持っていた。
1841年に発表された「モルグ街の殺人」はしばしば史上初の推理小説とされており、この作品で生み出されたC・オーギュスト・デュパンの天才的探偵像、怪奇性と結末の意外性、物語の前半で推理の材料を読者の前に公開し、最後になって推理を披露する構成、不可能犯罪とトリックなどは、アーサー・コナン・ドイルを初めとする後世の作家にこのジャンルの約束事として受け継がれている。ポー自身の推理小説（ポー自身は「推理物語（the tales of ratiocination）」と呼んでいた）は、「モルグ街の殺人」とその続編の「マリー・ロジェの謎」「盗まれた手紙」の3作、広く見積もっても「黄金虫」「お前が犯人だ」の5作程度しか書かれていないが、「メルツェルの将棋指し」「暗号論」といったエッセイ、論考などを合わせて考えると、推理・分析というテーマはポーの作家人生のほぼ全体を通じて存在していたことがわかる。なおポーは「モルグ街の殺人」の前年の1840年に作品集『グロテスクとアラベスクの物語』の序文に、自身の作品が批評家から「ドイツ的」で陰惨だと批判されたことを記し、もうこの種の作品は書かないだろうと宣言しており（この宣言は必ずしも守られなかったが）、ポーは病的な作風を変えようとした結果、推理小説という形式に行き着いたのではないかとも言われている。
また『アーサー・ゴードン・ピムの物語』『ハンス・プファールの無類の冒険』などの冒険小説はジュール・ヴェルヌやH・G・ウェルズに少なからぬ影響を与えており、ポーはこれらによってSF小説のパイオニアとしての評価もなされている。ポーにはこのほかに「アルンハイムの地所」「ランダーの別荘」など、風景庭園小説として括られる数編の作品がある。
雑誌編集者であったポーは、雑誌という媒体を強く意識して作品を書いた最初の近代作家の一人でもあった。彼は雑誌の読者である大衆の興味を鋭敏に察知して作品に反映させており、その結果として骨相学や観相術、催眠術といった疑似科学をしばしば作品で取り上げた。ゴシック小説もまた一面では当時の大衆の好みを反映したものである。

### 創作理論
『サザン・リテラリー・メッセンジャー』誌時代より、ポーは短編作品とともに多数のエッセイや書評を自分の勤める雑誌に寄稿しており、存命中は歯に衣着せぬ批評家としてよく知られていた。1830年代から40年代のアメリカ合衆国の文壇はヘンリー・ワズワース・ロングフェローを中心としたニューイングランド出身の作家たちが中心となっており、その書評・批評は身内びいきのいい加減なものが多かった。このような現状に業を煮やしたポーは文芸批評に「原理」という基準を持ち込み、文学に必要な要素を明らかにしようとしたのである。
例えばポーは詩に関しては、その唯一正当な領域が「美」にあるとし、「美」は「義務や真実」とは依存関係を持たないという考えから、詩における教訓主義を正当な文学から排除している。また詩におけるリズムは「真実」を追究する表現のためには障害となるが、他方物語においては「真実」はしばしば極めて重大な目的となるとしている。そしてポーはこれらの創作における「効果の統一性」や「印象の統一性」を強調しており、その統一性をもたらすために作品の長さが「一気に読めるようなもの」でなくてはならないとして、詩については長大な叙事詩を時代遅れのものとして退け、小説については1、2時間で読める短編小説（物語）を長編小説よりも優位においている。初期の書評で展開されたポーの批評原理は晩年に「詩作の哲学」「詩の原理」という講演で纏められており、「詩作の哲学」では自作「大鴉」の各詩行がどのような意図で語を選択しているのかを逐次的に明らかにしていき、「詩の原理」では前述したような詩の本質を説きながらポーの愛読するさまざまな詩を解説している。

## 受容史

### アメリカ合衆国における受容
本国アメリカ合衆国においてはポーの作品は長い間正当な評価を受けておらず、一部の愛読者からの賞賛をのぞくとその文学的地位は低く留まっていた。ポーの作品がアメリカで受け入れられなかったのは、ひとつにはアメリカ文学がもともと清教徒の多い北部ニューイングランドで起こったものであり、文学界で指導的地位を持っていたのが北部の批評家や出版社だったため、南部の文学が軽んじられていたという理由による。英米では当時、作品の善し悪しの判断は倫理性、道徳性や啓蒙性の有無に基づいて行なわれており、そのため耽美的、退廃的な傾向のあるポーの作品は高い評価を受けることができなかった。

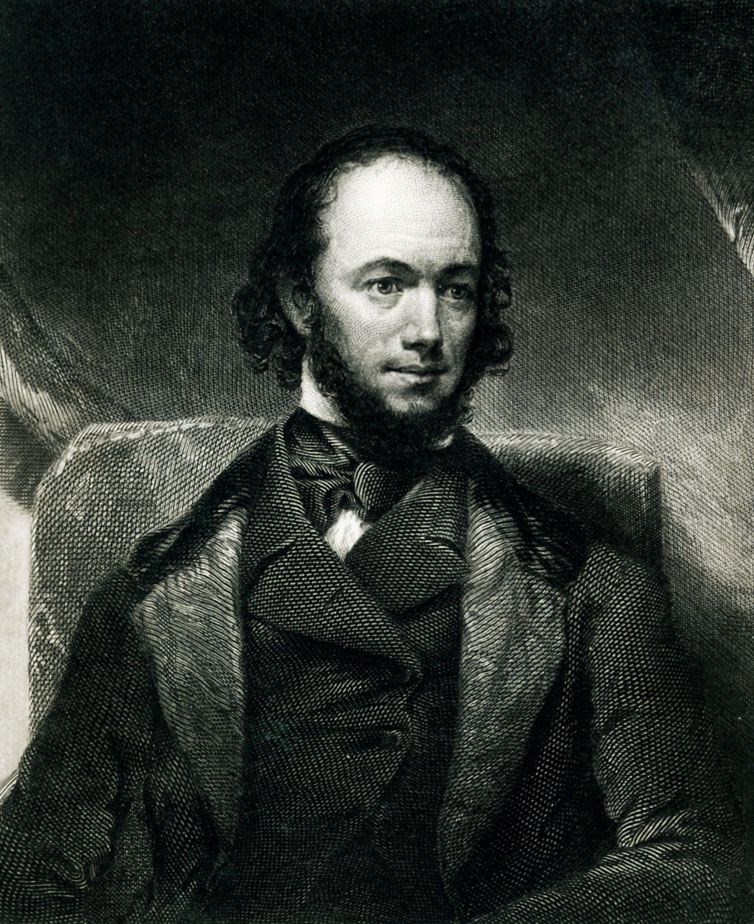
ポーを誹謗する「回想録」を書いたルーファス・W・グリズウォールド。

ポーの評価に関するこの傾向はさらにルーファス・ウィルモット・グリスウォルドによって書かれたポーの「回想録（メモワール）」によって強められた。グリズウォールドは1842年に自著を批判されて以来ポーに恨みを抱いており、ポーの死後はどういう方法でか彼の遺著管理人になったうえ、ポーの人格を貶めるような回想録を記し、これをポーの作品集にも収録したのである。この中でポーはアルコールと麻薬に溺れた下劣な人間として描かれており、ポーの書簡をその証拠として用いていたが、後の研究ではこの書簡はグリズウォールドの偽造であることがわかっており、少なくともポーは麻薬中毒者ではなかったことも明らかになっている。グリズウォールドの回想録はポーをよく知っていたものからは批判されたが、長い間ほかにポーのまとまった伝記的記述がなかったことや、読者がそのような「悪に染まった」作者像を求めたこともあり、グリズウォールドが偽造したポーの人物像が広く流布する結果となってしまった。
ポーを「山師」charlatanと見る人もいれば、ロバート・カーターと共に文学雑誌「ザ・パイオニア」を創刊したジェイムズ・ラッセル・ローウェルのように、ポーを5分の3は「天才」geniusで、5分の2は「まったくのまやかし」sheer fudgeといい、イギリスの詩人アルフレッド・テニソンは「もっとも独創的なアメリカの天才」the most originalo American geniusと絶賛した。
アメリカ合衆国でポーの再評価が行なわれるのは、後述するフランス、イギリスでの高い評価が伝わった死後約1世紀を経てからであり、以後ようやく彼を国民的作家の位置に押し上げようとする動きが見られるようになった。アメリカ合衆国においてポーの影響が見られる後世の文学者としては、詩人ロバート・フロスト、作家ではハワード・フィリップス・ラヴクラフト、レイ・ブラッドベリ、ウィリアム・フォークナー、ウラジミール・ナボコフ、トルーマン・カポーティ、ジョン・バース、スティーヴン・キング、ポール・オースター、スティーヴン・ミルハウザー、マーク・Z・ダニエレブスキーなどがいる。1954年からはアメリカ探偵作家クラブによってポーの名を冠したエドガー賞が設立され、毎年優れた推理作家の顕彰を行なっている。

### ヨーロッパ諸国における受容
ポーの作品は1844年12月、フランスの『ラ・コティディエーヌ』に分載されたギュスターヴ・ブレネーという人物による「ウィリアム・ウィルソン」の翻案で初めて他国語で紹介された。フランスではこれについで1845年8月、「盗まれた手紙」の翻案が『ル・マガザン・ピトレスク』に掲載されたが、これには原作者の名も翻案者の名も明かされていなかった。以後アルフォンス・ボルゲールスによる「黄金虫」（『イギリス評論』1845年11月）、ムーニエ夫人による「黒猫」「モルグ街の殺人」ほか数編の訳（『平和民主主義』1847年1月-1848年5月）など複数の翻訳が現れ、1853年にはアルフォンス・ボルゲールス訳『エドガー・アラン・ポー新選集』によって、初めてポー作品の翻訳単行本が刊行されている。これらの訳に刺激された象徴派の詩人シャルル・ボードレールは1848年7月、「催眠術下の啓示」の訳を『思考の自由』誌に発表し、以後断続的にポー作品の訳を発表、1856年に『異常な物語』の題で刊行した。ポーの作品に自己の文学的な規範を見出したボードレールは、これ以降1865年まで、あわせて1600ページにおよぶポーの翻訳を行い、彼の訳はヨーロッパにおいて定訳として扱われることになった。

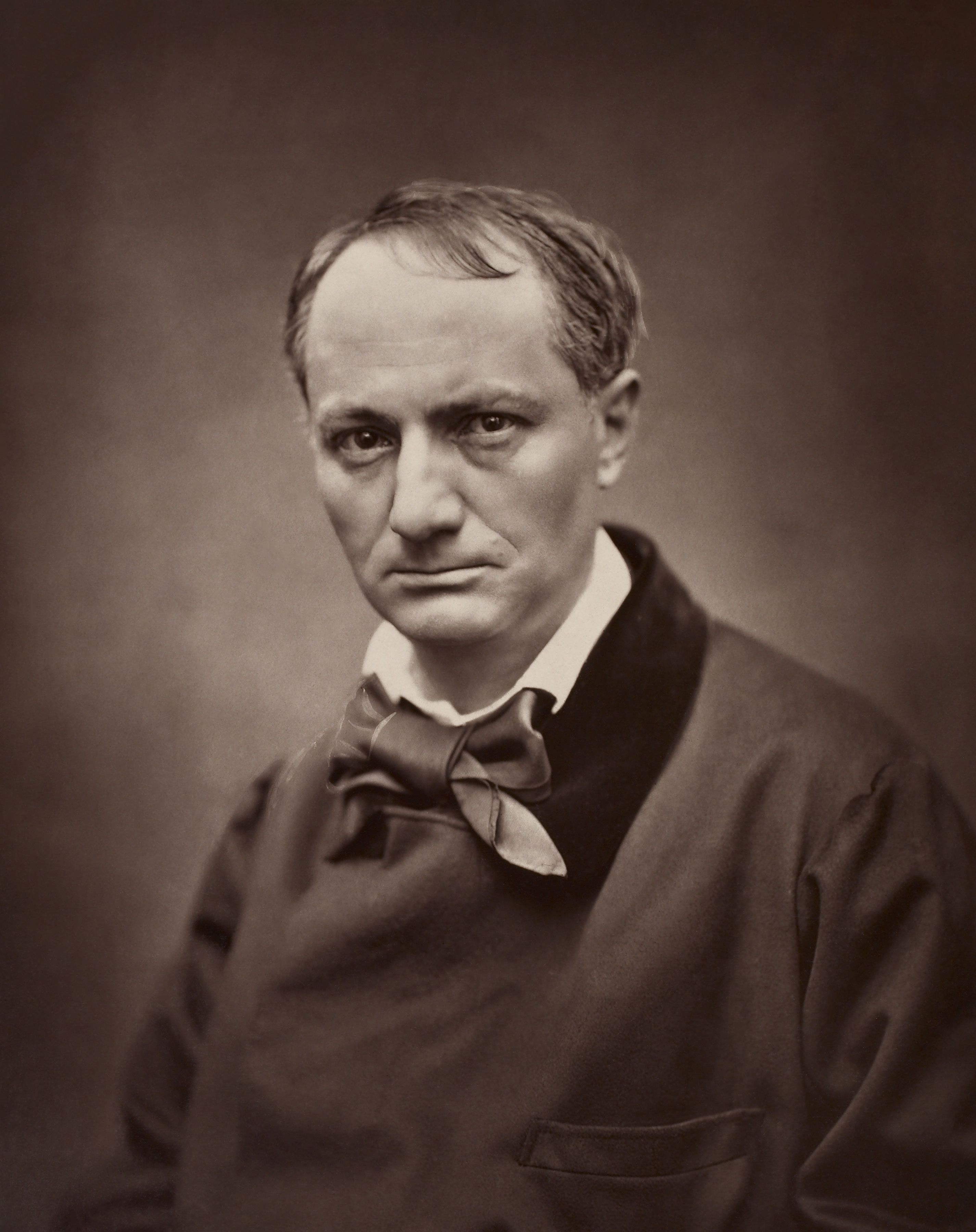
ポーをフランス語に訳したシャルル・ボードレール。

これらの翻訳で紹介されたポーの作品はとくに象徴派の文学者たちに高く評価され、フランス19世紀末の美意識に多大な影響を及ぼすことになった。ボードレール自身の詩集『悪の華』にはポーの影響が認められる詩がいくつも含まれており、ボードレールからポーを教授されたヴィリエ・ド・リラダンはポーの美学に基づいて『残酷物語集』（1883年）『新・残酷物語集』（1888年）を執筆した。ステファヌ・マラルメは「ポーをよく理解するため」ロンドンに渡り、1875年には「大鴉」の翻訳をマネの挿絵入りで刊行しており、ユイスマンスも代表作『さかしま』のなかでポーの「天邪鬼」を賞賛している。より若手ではアンリ・ド・レニエ『生きている過去』、アンドレ・ジッド『ユリアンの旅』など、マラルメの「火曜会」の後進世代によってポーの影響下にある作品が書かれ、ポール・ヴァレリーも評論「『ユリイカ』をめぐって」でポーの思想を賞賛した。そのほか、ギ・ド・モーパッサンの「剥製の手」「墓」「オルラの旅」「幽霊」などいくつかの短編作品にもポーの影響が認められる。
イギリスでは1846年、「ヴァルデマー氏の病症の真相」を基にした海賊版の小冊子がロンドンで刊行され好評を博している。前述のように英米ではポーの評判は芳しくなかったものの、1845年にはイギリスの詩人ロバート・ブラウニングがポーの詩集『大鴉その他の詩』に高い評価を与え、ポーはそのことを後のブラウニング夫人となる女性詩人エリザベス・バーレットから手紙で知らされていた。1870年代にはイギリス人ジョン・H・イングラムによる作品集『エドガー・アラン・ポー作品集』と『エドガー・アラン・ポー ―その生涯と書簡と見解』が刊行され、これをきっかけにグリズウォールドの回想録によって歪められたポーの人物像を再検討する動きがヨーロッパ中に広まった。イギリスにおいてはこの時期にポーに親しんだり評論の対象にする文学者が現れ、詩人ではエドマンド・ゴス、スウィンバーン、テニソンなど、小説家ではコンラッド、コナン・ドイル、ワイルド、スティーブンソン、ハクスリー、D.H.ロレンスらがポーの詩や散文を愛読していた。
ロシアでの初翻訳は1847年に啓蒙雑誌『教育のための新文庫』誌で「黄金虫」だが、フョードル・ドストエフスキーは1861年に自身の雑誌『時代』でD・ミハイロフスキーという人物の翻訳による「告げ口心臓」「黒猫」「鐘楼の悪魔」を掲載しそれに序文をつけており、同年中に『アーサー・ゴードン・ピムの冒険』も掲載している。ドストエフスキーはポー作品の異常な世界観やその洞察力、細密な描写に感銘を受けており、『罪と罰』の描写やエピソードにはポーからの影響が及んでいると考えられている。

### 日本における受容

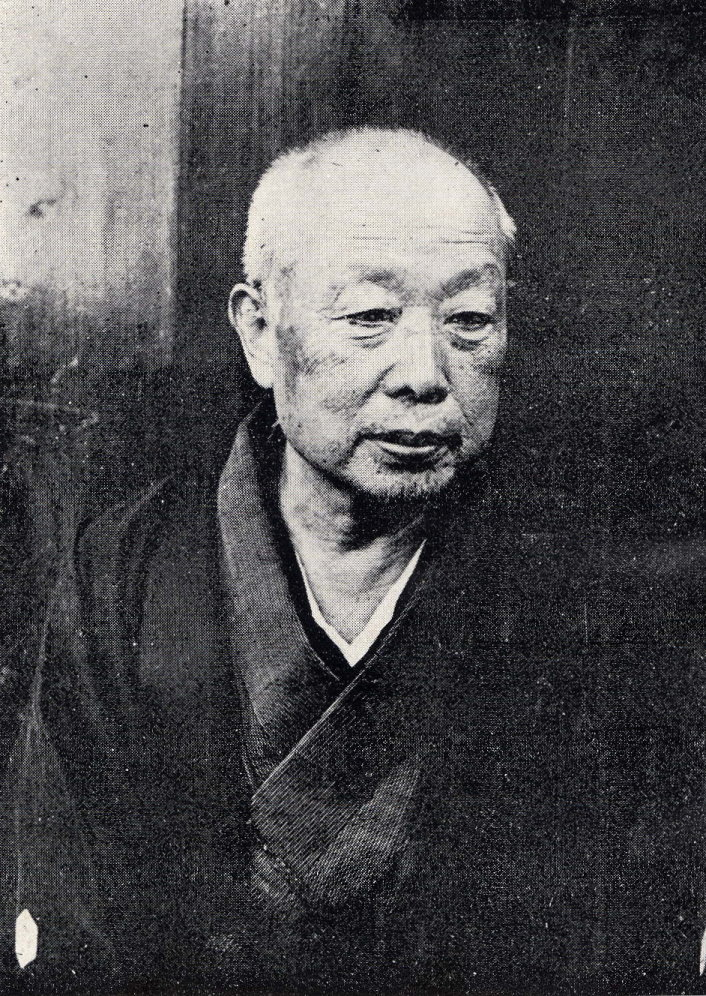
日本で初めてポーの作品を翻訳した饗庭篁村。

日本においては1887年（明治20年）、饗庭篁村の和漢混淆体よる翻訳「黒猫」（『読売新聞』11月3日・9日に掲載）、「ルーモルグの人殺し」（同12月14日・23日・27日）、「眼鏡」（翌1月3日-20日）によって初めて翻訳紹介された。これらは外国語が苦手であった篁村が友人の口訳をもとに潤色・意訳を施したもので、翻訳としては正確なものではない。その後まもなく内田魯庵による「黒猫」の正訳（『鳥留好語』明治26年9月）、森田思軒による「秘密書類」（「盗まれた手紙」）（『名家談叢』明治29年1月）、「間一髪」（「落し穴と振り子」）（『太陽』明治29年2月）などが続き、以後明治 - 大正期にかけてポーの作品はさかんに翻訳された。また明治20年代末から30年代、ラフカディオ・ハーンが東京大学の文学部講義において折に触れてポーに言及し、その文学史上の位置づけや作品の特徴を伝える役割を果たした。「黒猫」などポー作品から三篇を収めている本間久四郎訳のアンソロジー『名著新訳』（明治40年）では夏目漱石、上田敏、島村抱月が序文を寄せており、ここで漱石はポーの「数学的」な想像力を賛嘆している。
明治末から大正初期にかけては平塚らいてうも『青鞜』に無署名でポーの作品10数作の翻訳を行なっている。また森鷗外はこの時期に「うづしほ」（「メエルシュトレエムに呑まれて」）、「十三時」（「鐘楼の悪魔」）、「病院横町の殺人犯」（「モルグ街の殺人」）をドイツ語から重訳しており、鴎外の代表作『雁』では登場人物の生活・嗜好や、彼らが作中で見せる観察眼や推理などに、これらポー作品からの影響も見て取れる。明治末に登場した谷崎潤一郎はポーから作品の構想、耽美趣味、文章美を学び、特に「刺青」をはじめとする初期の短編群はポーの影響が色濃い。詩人萩原朔太郎も早くからポーの詩に親しみ、「鶏」「猫の死骸 ―Ulaと呼べる女に」「沼沢地方 ―Ulaと呼べる女」ではポーの詩「大鴉」「ウラリューム」から得たモチーフや技法を生かしている。谷崎と同じく耽美派に連なる作家佐藤春夫もポーの作品を愛読しており、特に「西班牙犬の家」には「ランダーの別荘」「アルンハイムの地所」などのポーの田園小説から着想を得ていると考えられる。大正期にデビューした芥川龍之介は「詩作の哲理」などポーの創作理論から入り自作への応用を試み、「尾生の信」（1920年、大正9年）ではポーの「大鴉」に倣った反復句「またあらじ」を意識的に用いている。そのペンネームを「エドガー・アラン・ポー」をもじってつけた江戸川乱歩はポーの推理作品からの影響が濃い「二銭銅貨」でデビューし、以後ポーの作品から着想を得て作品を発表していき、日本における探偵小説の黎明期を支えた。乱歩は1949年（昭和24年）に発表した作家論「探偵作家としてのエドガー・ポー」では、ポーが探偵小説を生み出した要因をその謎と論理を愛好する性格に求め、彼が生み出した探偵像とトリックの構成への具体的な影響を考察している。なお乱歩にはポーの訳書として『ポー、ホフマン集』（1929年、昭和4年、改造社）などがあるが、これは実際には編集者が代訳したものである。
昭和初期には、横光利一がプロレタリア文学に抗し、形式主義的な文学を擁護する際に、ポーの「詩作の哲理」をその論拠とした。1935年（昭和10年）には牧野信一が『ユリイカ』の翻訳を出しているが、この時期は牧野自身のギリシア的・中世的な作風からの転換期にあたっている。その牧野に見出された坂口安吾は、ボードレールがポーの仏訳の際「×だらけの社説」「ボンボン」などの「馬鹿バナシ」を除外したことへの抗議の意味を込めて自ら「風博士」などの初期のファルス作品を書いたとしている（「FARCEについて」）。戦後作家では埴谷雄高がポーの作品に影響を受け、特に「メエルシュトレエムに呑まれて」の論理的明晰さに惹かれ、短編「虚空」はこの作品に匹敵するものを書きたいと思って書いたものだと述べている（「ポオについて」）。また大岡昇平は代表作『野火』について、その細部をポーとスティーブンソンを下敷きにしたとしている（「外国文学放浪記」）。昭和以降の翻訳では、1912年に佐々木直次郎によって『ポー小説全集』が刊行、1941年には潤一郎の弟谷崎精二による『エドガァ・ポォ小説全集』の刊行が開始され、1963年には東京創元社より、30名近い文学者が各作品の翻訳を分担した『ポオ全集』が刊行されている。

## 遺産

### ポーを題材にしたフィクション
- ジョン・ディクスン・カー 『帽子収集狂事件』 1933年 （創元推理文庫 2011年） - 「マッド・ハッター」（いかれ帽子屋）による連続帽子盗難事件とポーの未発表原稿盗難事件、これらを結び付ける殺人事件を描いたミステリ作品。
- ジョン・ディクスン・カー 「ウィリアム・ウィルソンの職業」 1944年 （『カー短編全集3/パリから来た紳士』 創元推理文庫 1974年所収） - ウィリアム・アンド・ウィルヘルミナ・ウィルソン商会における人間消失事件と、ポーの作品名に由来してウィリアム・ウィルソンを名乗る人物の謎を描いたミステリ短編作品。
- ジョン・ディクスン・カー 「パリから来た紳士」 1950年 （『カー短編全集3/パリから来た紳士』 創元推理文庫 1974年所収） - 遺言書消失事件を描いたミステリ短編作品で、ポー本人が登場する。
- 平石貴樹『だれもがポオを愛していた』 集英社 1985年 - 「アッシャー家の崩壊」的設定のミステリで、ポーへのオマージュ作品。
- ルーディ・ラッカー『空洞地球』 早川書房 1991年 - 「ナンタケット島出身のアーサー・ゴードン・ピムの物語」の続編的作品。「地球内部が空洞である」架空の世界を設定し、その世界をポーが旅するSF小説。
- 笠井潔『群衆の悪魔―デュパン第四の事件』 講談社 1996年 - 二月革命直前のパリでのデュパンの活躍を描いたミステリ作品。
- ウィリアム・ヒョーツバーグ『ポーをめぐる殺人』 扶桑社 1998年 - 1920年代のアメリカを舞台に、次々と起るポーの作品的な殺人事件をめぐり、奇術師フーディニ、作家コナン・ドイル、そしてポーの幽霊まで登場するミステリ作品。
- ジャスパー・フォード『文学刑事サーズデイ・ネクスト2 さらば、大鴉』 ソニーマガジンズ 　2004年 - 『大鴉』の中に閉じ込められた人物を「文学刑事」が追い求める。
- 芦辺拓 「百六十年の密室 - 新・モルグ街の殺人」 （『名探偵博覧会I/真説ルパン対ホームズ』 創元推理文庫 2005年所収） - 「モルグ街の殺人」の犯人は濡れ衣で真犯人は別にいると、森江春策が推理するミステリ短編作品。
- アリス・キンバリー 『幽霊探偵とポーの呪い』講談社 2007年 - 同作者による「ミステリー書店」シリーズ3作目。ポー全集に隠された暗号を探るミステリ作品。
- フランシス・フォード・コッポラ監督『Virginia/ヴァージニア』- 2011年アメリカ映画。主人公がポーに誘導されるシーンがある。
- 『推理作家ポー 最期の5日間』 - 2012年のアメリカ映画である。ポー役は、ジョン・キューザックである。
- 『ザ・フォロイング』- エドガー・アラン・ポーを心酔する殺人鬼のテレビドラマ。ポーの作品が引用される。
- スコット・クーパー監督『ほの蒼き瞳』-2023年Netflixオリジナル映画。主人公のベテラン刑事と共に難事件に挑む。ポー役は、ハリー・メリング。
- スチュアート・M・カミンスキー偏『ポーに捧げる20の物語』（2009年12月、ハヤカワ・ミステリ） - ポー生誕200周年を記念して組まれたアンソロジー

### 音楽の中のポー

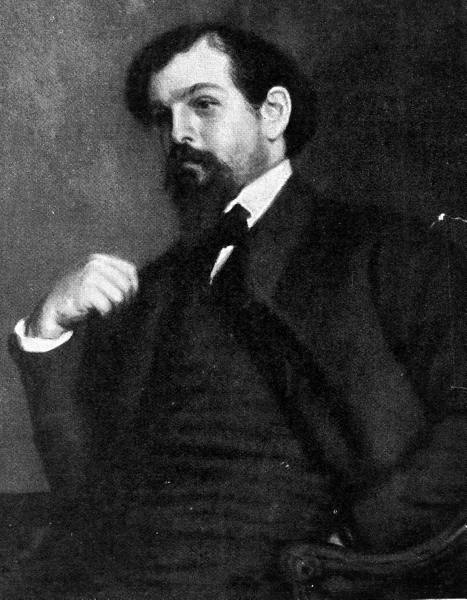
ドビュッシーは「アッシャー家の崩壊」のオペラ化を試みている。

ポー作品の音楽化は20世紀に入ってから始まる。ポーの作品をボードレールの翻訳を通して耽読していたクロード・ドビュッシーは「鐘楼の悪魔」と「アッシャー家の崩壊」のオペラ化を試みており、特に後者は1890年代にすでに着想していたものだったが、台本は完成したものの曲のほうは作者の死によって未完となった。これについてはジュアン・アジェンド＝ブリンやロバート・オーリッジによる補筆版が存在する。またリカルド・ビニェスに教えられてポーの作品を耽読していたモーリス・ラヴェルは、ポー作品に基づく曲はないものの、ポーのエッセイ「構成の哲理」を作曲の原理にも応用できるものとして捉え影響を受けていた。
フランスではこのほかにフローラン・シュミットの交響的エチュード「幽霊宮殿」（1900年-1904年）やアンドレ・カプレのハープとオーケストラのための作品「赤死病の仮面」（1908年-1909年。1919年に弦楽四重奏とペダル・ハープ用に編曲）があり、1913年にはアンリエット・ルニエが「告げ口心臓」からヒントを得たハープのための楽曲「幻想的バラード」を作曲している。イギリスでは作曲家ジョセフ・ホルブルックが交響詩「大鴉」（1900年）、オーケストラのための前奏曲「鐘」（1903年）、バレエ音楽「赤死病の仮面」など、ポー作品に基づいて30以上の曲を作っている。ロシアではニコライ・ミャスコフスキーに「大鴉」に寄せた「交響詩 静寂作品9」（1909年-1910年）が、セルゲイ・ラフマニノフに、象徴派詩人コンスタンチン・バリモントの翻訳によって、死の年に書かれた詩「鐘」を基にした独唱と合唱とオーケストラのための作品「鐘」（1913年）がある。
1913年以降はポーの音楽化の試みは一時途絶え、日本の三善晃が1969年に劇音楽『赤き死の仮面I』、1970年に『赤き死の仮面II』を、1984年になって新実徳英が男声合唱曲「The Bells －鐘の音を聴け－」を、ロシアのニキタ・コシュキンがギター独奏曲「アッシャー・ワルツ」を書いており、アメリカのフィリップ・グラスも1987年に2幕のオペラ「アッシャー家の崩壊」を作曲している。また、2010年にはなかにしあかねの訳詞・作曲による混声合唱組曲『ポーの鐘』（カワイ出版刊）が初演されている。

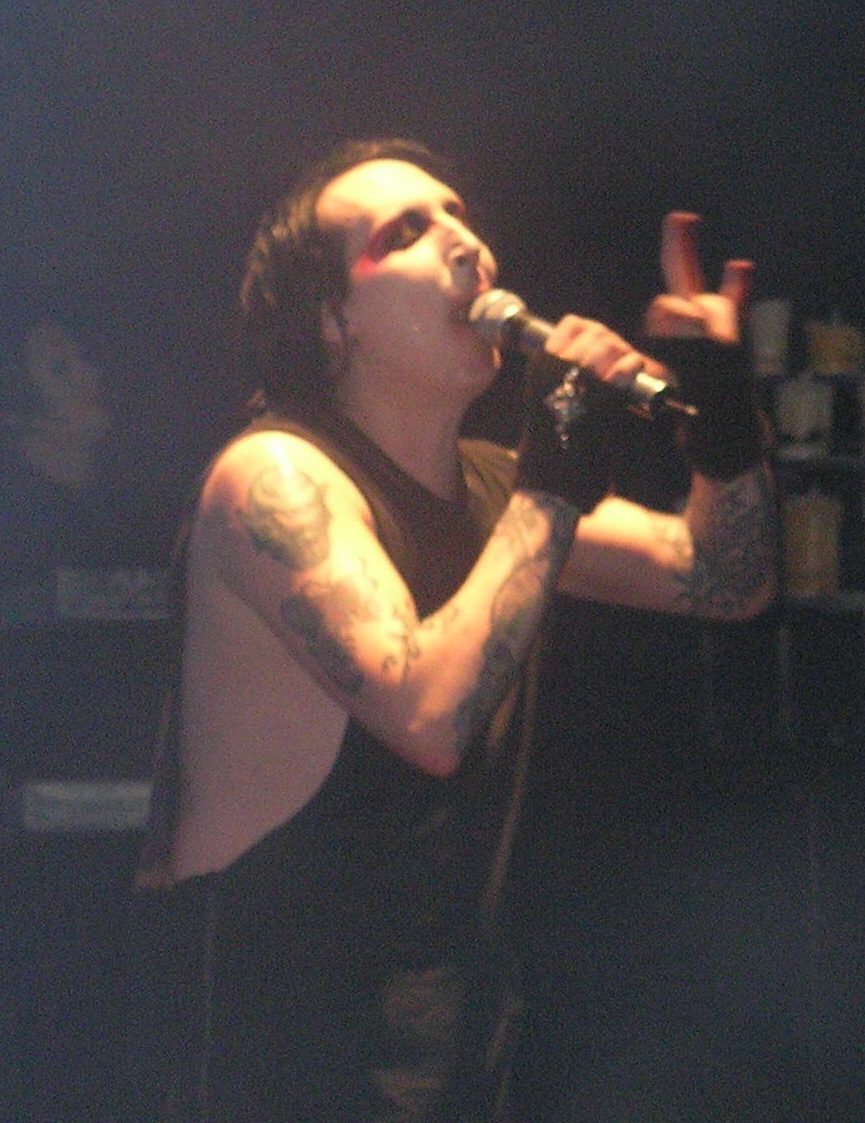
ポーに共感を寄せるミュージシャンの一人マリリン・マンソン。

一方、ポピュラー音楽においては1960年代から盛んにポー作品からインスピレーションを受けた楽曲が作られており、アイアン・メイデンの「モルグ街の殺人」（『キラーズ』収録）、エムシー・ラーズの「ミスター大鴉」、アラン・パーソンズ・プロジェクトのコンセプトアルバム『怪奇と幻想の物語―エドガー・アラン・ポーの世界』、同メンバーのひとりエリック・ウルフソンによる続編的アルバム『Poe: More Tales of Mystery and Imagination』、ルー・リードのアルバム『ザ・レイヴン』などがあるほか、ビートルズの「アイ・アム・ザ・ウォルラス」、ジョーン・バエズの「アナベル・リー」、グリーンデイの「セイント・ジミー」、マリアナス・トレンチの「Phantoms」、パブリック・エネミーの「テロ屋敷にようこそ」、宇多田ヒカルの「クレムリン・ダスク」などにポーやその作品への言及が見られる。

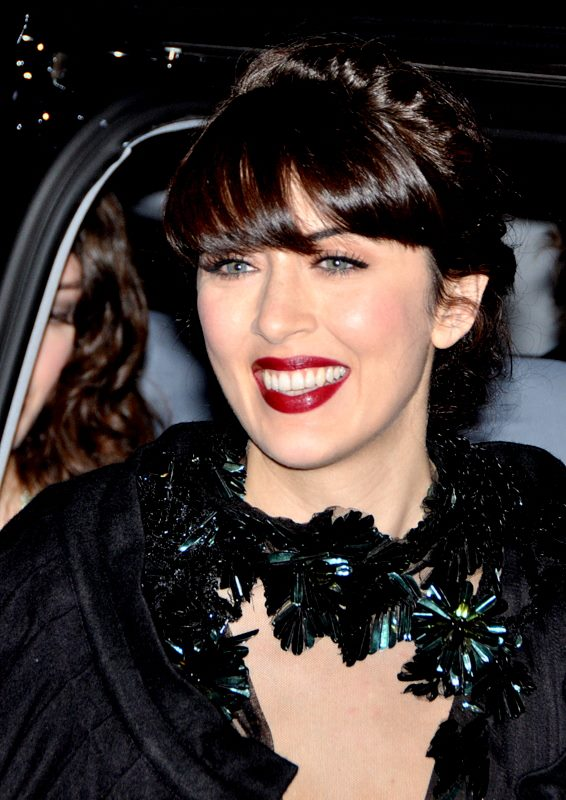
ノルウェン・ルロワ、2013年

85年にはドイツのバンドプロパガンダが「夢の中の夢」を朗読した曲をファーストアルバムに収録し、ブリトニー・スピアーズもツアー「夢の中の夢」でポー作品を使用している。更に、1990年代にはポーに心酔し彼からアーティスト名を借りたPoeというシンガーソングライターが、2005年にはポーの文学を歌詞のテーマにした A Dream of Poe というゴシック/ドゥームメタルバンドがそれぞれデビューしている。またマリリン・マンソンはポーへの心酔を語っており、その結婚式はエドガー・アラン・ポー風とメディアに報じられた。マンソンはポーの水彩画を描くなどもしており、インタビューでポー作品を基にした映画を作りたいと語ったこともある。フランスのシンガーソングライターであるノルウェン・ルロワのアルバム『宝石-Gemme』には、エドガー・アラン・ポーの『A Dream』と 『The Lake』という歌がある。

### 住居、博物館、墓地など
ポーの生家や幼少期の住居は、アラン家のモルダヴィアの地所にあったものを含め現存していない。アラン家の古い家屋としてリッチモンドのオールド・ストーン・ハウスがあり、現在ここはエドガー・アラン・ポー博物館として使用されているが、ポー自身がここで生活したことはない。この博物館ではポーがアラン家で生活していた当時の様々な品や、ポー作品の希少な初版を所蔵している。ポーが1826年に使用していたと考えられているヴァージニア大学の寄宿舎の部屋は「大鴉協会」と呼ばれる学生スタッフによって保存・運営されており見学も可能になっている。

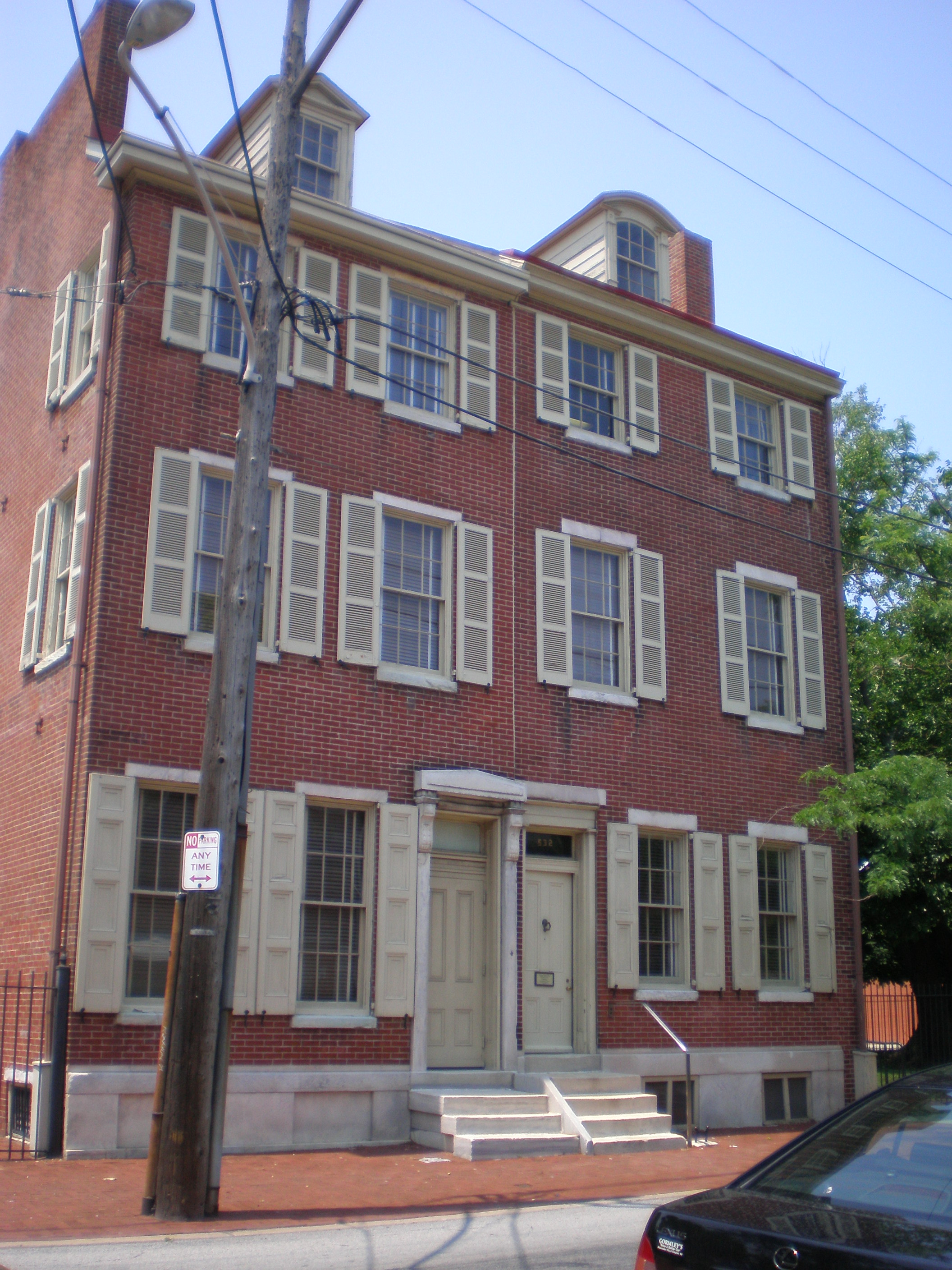
ポーの生前の住居の一つを保存・使用している、フィラデルフィアのエドガー・アラン・ポー自然史博物館。

現存するポーの住居の中で最も古いボルティモアの家は、現在「エドガー・アラン・ポーの家および博物館」として運営されている。ポーはここで23歳のときにマライア・クレムとヴァージニア（またおそらく他の家族）とともに住んでいたと考えられている。ここは一般見学も可能であると同時にエドガー・アラン・ポー協会の拠点にもなっている。フィラデルフィアにおいてポーがヴァージニア・クレムおよびマライア・クレムとともに移り住んだ様々な賃貸住宅は最後に借りたものだけが現存している。1843年から1844年まで住んだスプリング・ガーデンがそれで、ここは現在ナショナル・パーク・サーヴィスによって保存されエドガー・アラン・ポー自然史博物館として使用されている。ポーの最後の住居で「ポー・コテージ」と呼ばれる木造家屋はニューヨーク州ブロンクス区に現存する（「文筆生活」の節の画像参照）。
ポーに関係する住居としては、他にポーが最初にニューヨークに移ったとき一時的に借りていた建物がアッパー・ウェスト・サイドにあり、碑板にはポーはここで「大鴉」を執筆したと記されている。またポーが酒を飲んでいる姿が最後に目撃されたと言われている酒場がボルティモアのフェルズ・ポイントに現存しており、その地域には「エドガー」と呼ばれる幽霊がその酒場の各部屋に出現するという伝承がある。

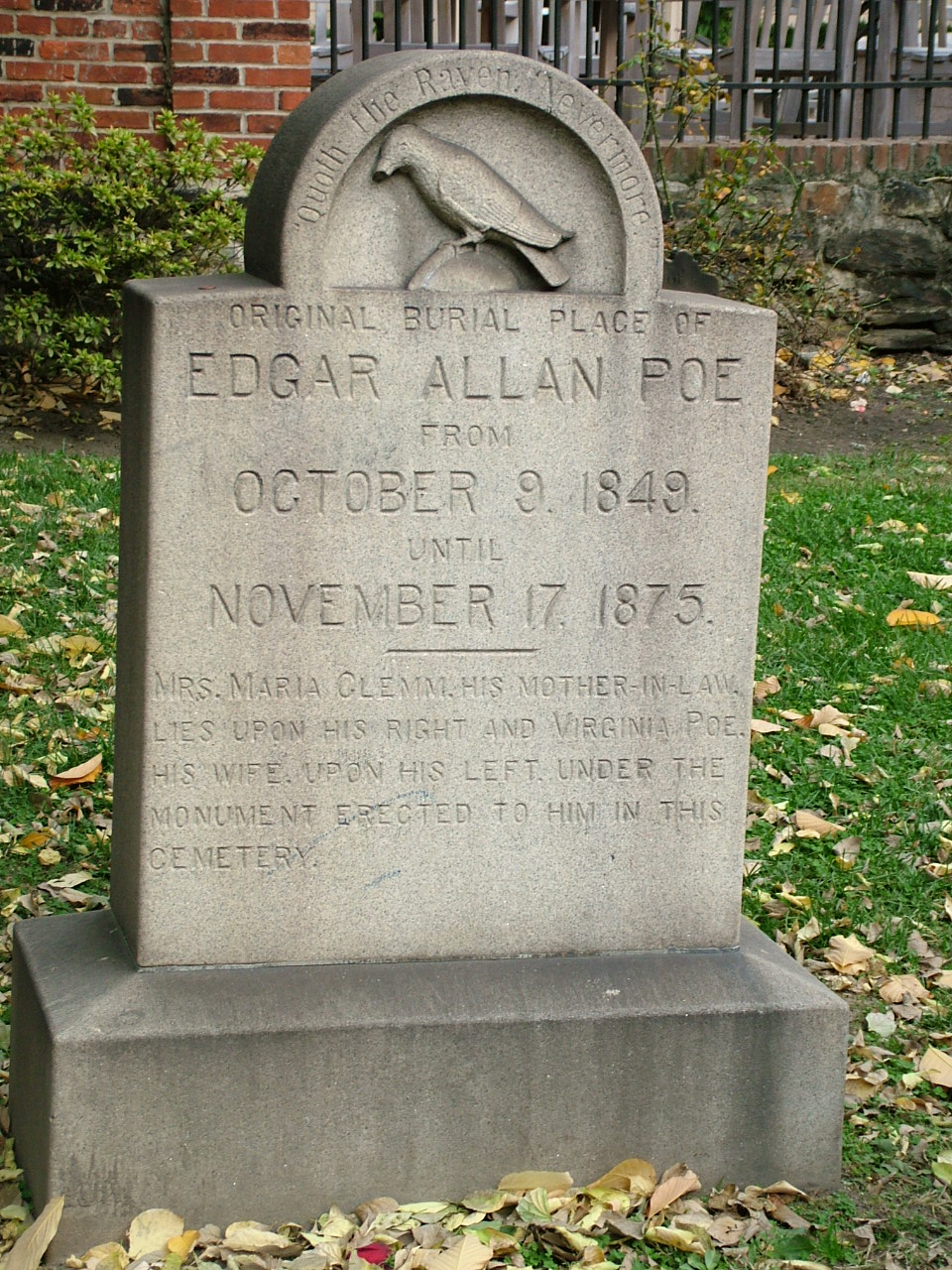
ポーの1875年以前の埋葬場所を示す石碑。

ポーの墓はボルティモアのウェストミンスター・ホール墓地にある。当初ポーは墓地の裏の隅の目立たない場所に祖父のデイヴィッド・ポーとともに葬られていたが、ここには墓石もなく、目印として「ナンバー80」と書かれた砂岩のブロックが置かれているだけの極めて粗末な墓であった。1873年になって、ポーの墓所を訪れた南部の詩人パウル・ハミルトン・ハイネがポーの墓の惨状を新聞記事で伝えたことをきっかけに、ポーのためにより立派な墓碑を建てようという呼びかけが行われた。1875年、ポーは教会の正面の場所に埋葬しなおされ、全米から集まった寄付をもとに1500ドルの費用をかけて墓碑が立てられた（「その死」の節の画像を参照）。もともとの埋葬場所にも新たに石碑が建てられたが、1949年から2009年までの60年間、毎年この石碑を訪れて薔薇の花とコニャックを捧げていた者がいた。この人物はポー・トースターと呼ばれていたが、現在は途絶えている。

## 作品リスト

### 小説

#### 1830年代
- メッツェンガーシュタイン (Metzengerstein, 1832年) - 映画『世にも怪奇な物語』1967（仏・伊）の第1話「黒馬の哭く館」（監督：ロジェ・ヴァディム　主演：ジェーン・フォンダ、ピーター・フォンダ）。
- オムレット公爵 (The Duc De L'omelette, 1832年)
- エルサレムの物語 (A Tale of Jerusalem, 1832年)
- 息の喪失 (Loss of Breath, 1832年)
- ボンボン (Bon-Bon, 1832年)
- 壜のなかの手記 (Ms. Found in a Bottle, 1833年)
- 約束ごと (The Assignation, 1834年)
- ベレニス (Berenice, 1835年)
- モレラ (Morella, 1835年)
- 名士の群れ (Lionizing, 1835年)
- ハンス・プファールの無類の冒険 (The Unparalleled Adventure of One Hans Pfaall, 1835年、未完)
- ペスト王 (King Pest, 1835年)
- 影 (Shadow, 1835年)
- 四獣一体 (Four Beasts in One, 1836年)
- ナンタケット島出身のアーサー・ゴードン・ピムの物語 (The Narrative of Arthur Gordon Pym of Nantucket, 1837年)
- 煙に巻く (Mystification, 1837年)
- 沈黙 (Silence, 1838年)
- 鐘楼の悪魔 (The Devil in the belefry, 1839年)
- 使いきった男 (The Man That Was Used Up, 1839年)
- ライジーア (Ligeia, 1838年)
- アッシャー家の崩壊 (The Fall of the House of Usher, 1839年)
- ウィリアム・ウィルソン (William Wilson, 1839年) - 映画『世にも怪奇な物語』1967（仏・伊）の第２話「影を殺した男」（監督：ルイ・マル　主演：アラン・ドロン、ブリジッド・バルドー ）。

#### 1840年代
- チビのフランス人は、なぜ手に吊繃帯をしているのか？ （Why the Little Frenchman Wears His Hand in a Sling, 1840年）
- ジューリアス・ロドマンの日記 (Journal of Julius Rodman, 1840年)
- 実業家 (The Business Man, 1840年)
- 群集の人 (The Man of the Crowd, 1840年)
- モルグ街の殺人 （The Murders in the Rue Morgue, 1841年）
- メエルシュトレエムに呑まれて (A Descent into the Maelstrom, 1841年)
- 妖精の島 (The Island of the Fay, 1841年)
- 悪魔に首を賭けるな （Never Bet the Devil Your Head, 1841年） - 映画『世にも怪奇な物語』1967（仏・伊）の第３話「悪魔の首飾り」（監督：フェデリコ・フェリーニ　主演：テレンス・スタンプ、サルボ・ランドーネ）。
- エレオノーラ (Eleonora, 1841年)
- 週に三度の日曜日 (Three Sundays in a Week, 1841年)
- 楕円形の肖像 （The Oval Portrait, 1842年）
- 赤死病の仮面 (The Masque of the Red Death, 1842年)
- 庭園 (The Landscape Garden, 1842年)
- マリー・ロジェの謎 （The Mystery of Marie Roget, 1842年-1843年）
- 落とし穴と振り子 (The Pit and the Pendulum, 1842年) - 映画『恐怖の振子』1961（米）の原作の一つ（主演：ヴィンセント・プライス）。
- 告げ口心臓 (The Tell-Tale Heart, 1843年)
- 黄金虫 (The Gold Bug, 1843年)
- 黒猫 (The Black Cat, 1843年)
- 眼鏡 (The Spectacles, 1844年)
- 鋸山奇談 (A Tale of the Ragged Mountains, 1844年)
- 軽気球夢譚 (The Balloon-Hoax, 1844年)
- 早すぎた埋葬 (The Premature Burial, 1844年) - 「落とし穴と振り子」とともに映画『恐怖の振子』の原作。
- 催眠術の啓示 （Mesmeric Revelation, 1844年）
- 長方形の箱  (The Oblong Box, 1844年)
- 不条理の天使 (The Angel of the Odd, 1850年)
- お前が犯人だ (Thou Art the Man, 1844年)
- 盗まれた手紙 （The Purloined Letter, 1845年）
- シェヘラザーデの千二夜の物語 (The Thousand-and-Second Tale of Scheherazade, 1845年)
- ミイラとの論争 (Some Words with a Mummy, 1845年)
- 天邪鬼 (The Imp of the Perverse, 1845年)
- タール博士とフェザー教授の療法 (The System of Dr.Tarr and Prof.Feather, 1845年)
- ヴァルドマアル氏の病症の真相 (The Facts in the Case of Mr.Valdemar, 1845年)
- スフィンクス (The Sphinx, 1846年)
- アモンティリヤアドの酒樽 (The Cask of Amontillado, 1846年)
- アルンハイムの地所 (The Domain of Arnheim, 1846年)
- メロンタ・タウタ (Mellonta Tauta, 1849年)
- 跳び蛙 (Hop-Frog, 1849年)
- フォン・ケンペレンと彼の発見 (Von Kempelen and His Discovery, 1849年)
- Xだらけの社説 (X-Ing a Paragraph, 1849年)
- ランダーの別荘 (Landor's Cottage, 1849年)

### 代表的な詩
- アル・アーラーフ（Al Aaraaf, 1829年）
- アナベル・リー（Annabel Lee, 1849年）
- 鐘（The Bells, 1849年）
- 海の中の都市（The City in the Sea, 最終稿1845年）
- 征服者蛆虫（The Conqueror Worm, 1843年）
- 夢の中の夢（A Dream Within a Dream, 1849年）
- エルドラド（Eldorado, 1849年）
- ユーラリー（Eulalie, 1845年）
- 幽霊宮殿（The Haunted Palace, 1839年）
- ヘレンへ（To Helen, 1831年）
- レノーア（Lenore, 1843年）
- タマレーン（Tamerlane, 1827年）
- 大鴉（The Raven, 1845年）
- ウラリューム（Ulalume, 1847年）

### 評論やエッセイなど
- メルツェルの将棋差し（Maelzel's Chess-Player, 1836年）
- ウィサヒコンの朝（Morning on the Wissahicon, 1846年）
- ポリシャン（Politian, 1835年） 未完の戯曲
- 詩作の哲学（The Philosophy of Composition, 1846年）
- ユリイカ 散文詩（Eureka: A Prose Poem, 1848年)
- 詩の哲理（The Poetic Principle, 1848年）

## 肖像

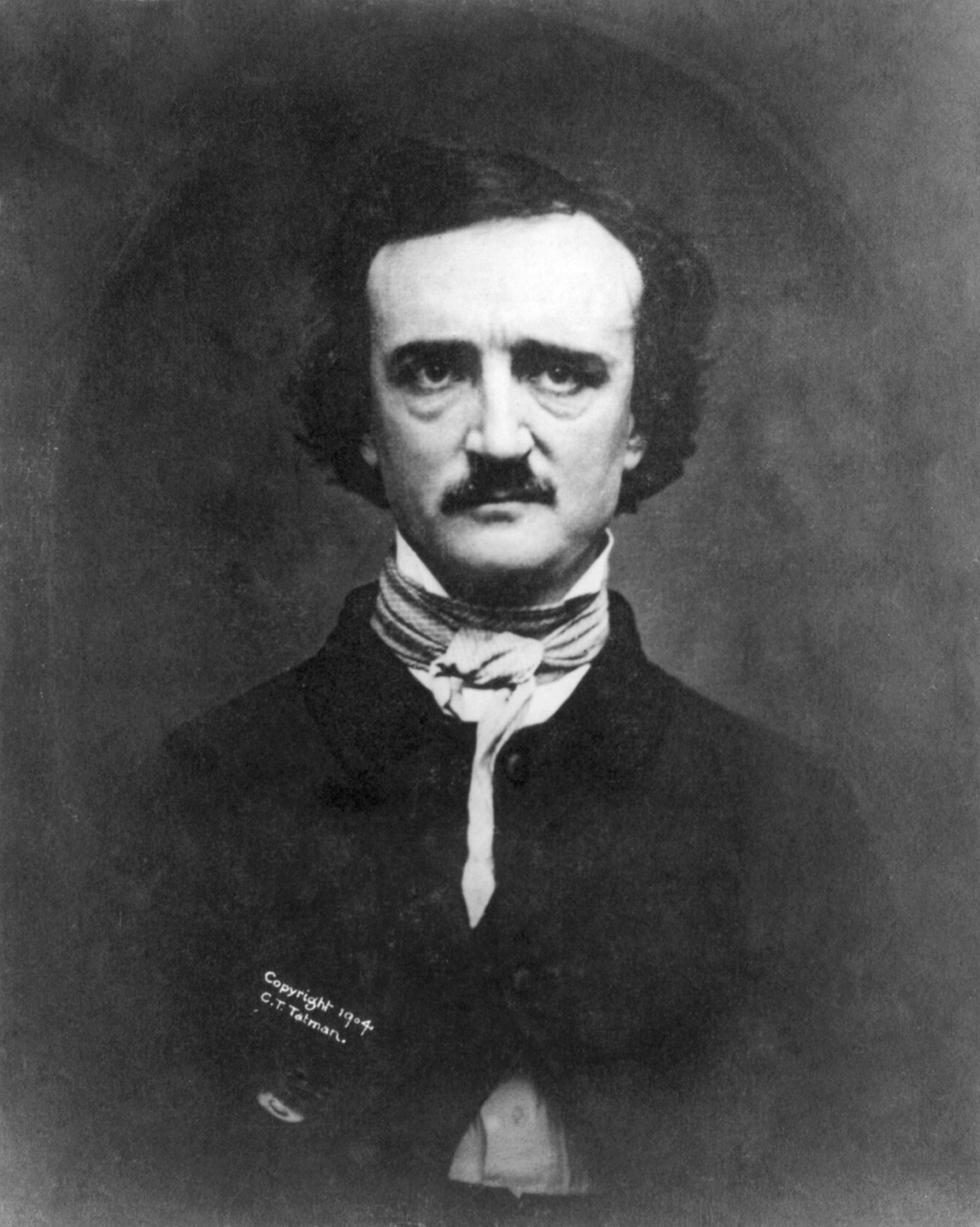
「アルティマ・シュール・ダゲレオタイプ」（ホイットマン夫人が命名）と呼ばれているもの。1848年11月に撮影。図はダゲレオタイプの原版をさらにダゲレオタイプで写したコピーであるため、左右は反転していない[131]。
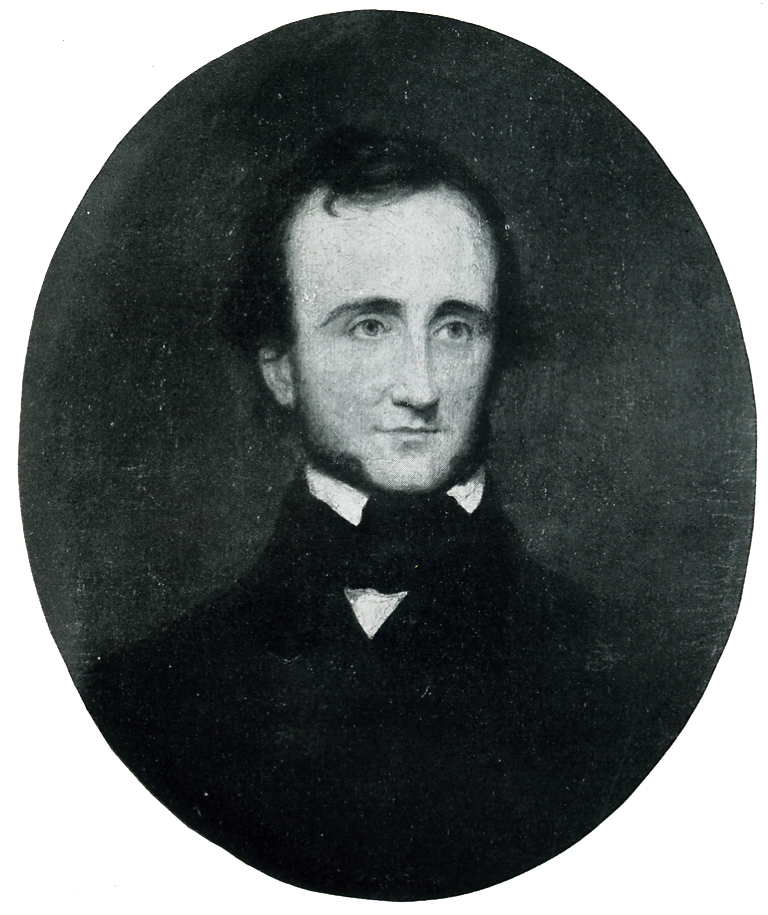
サミュエル・S・オスグッドによる油彩画（1846年頃制作）をもとにしたジョン・サートンによる銅版画。死後制作されたもので、ポーの死後初めて出た作品集第一巻の口絵に使われ、以後ポーの代表的な肖像として使用されていた[132]。
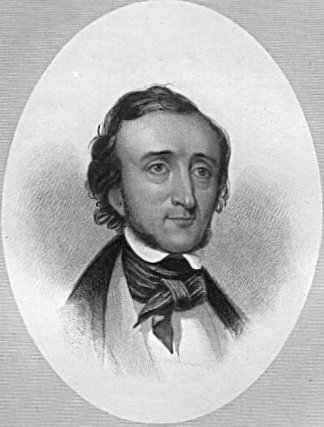
『グレアムズ・マガジン』1845年2月号掲載の肖像。1844年に描かれたA・C・スミスの水彩をもとにした銅版画。ポーはこの肖像を「まったく似ていない」と評している[133]。
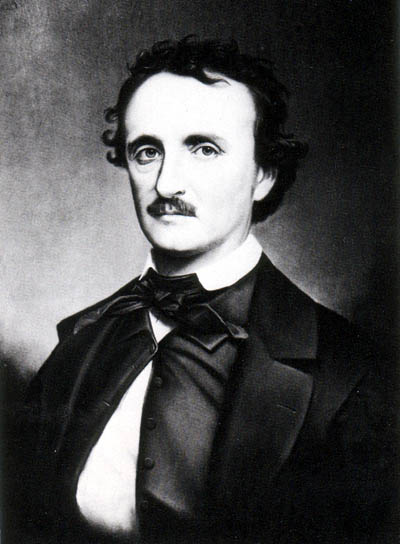
「ホイットマン・ダゲレオタイプ」と呼ばれるもの。1848年11月に撮影。ホイットマン夫人に与えるために撮影したもので、夫人が所持していた[134]。
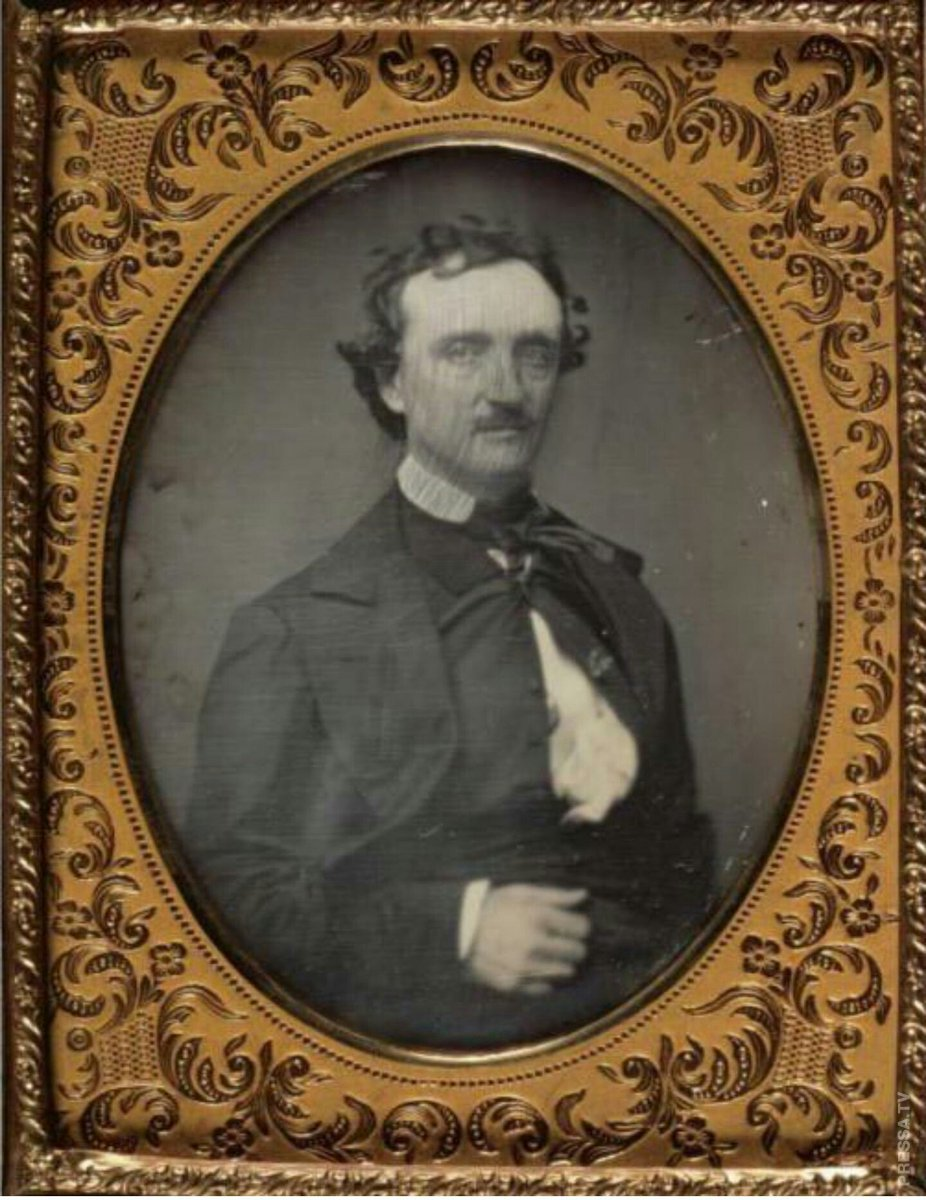
「プレーヤーズクラブ・ダゲレオタイプ」と呼ばれるもの。1849年9月、死の直前にリッチモンドで撮られた「トムソン・ダゲレオタイプ」のコピーで、これも左右反転していない[135]。
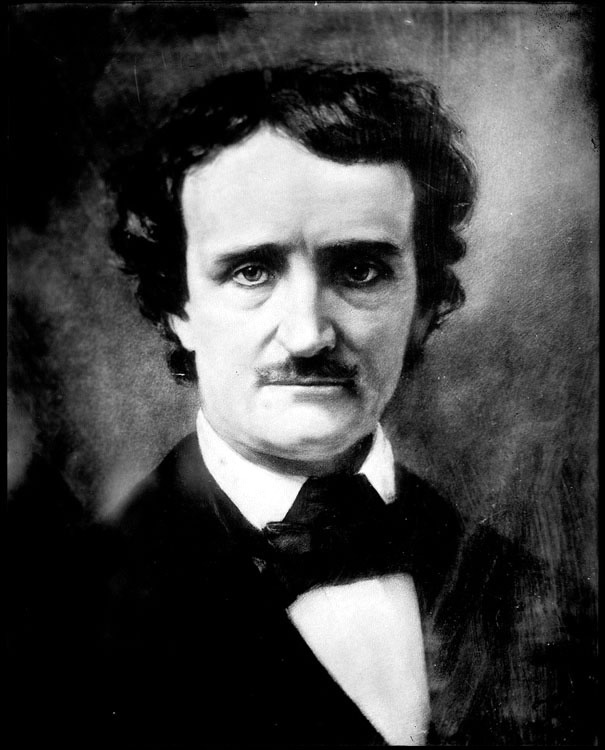
ヴァージニア大学で撮影されたもののコピー。詳細不明。
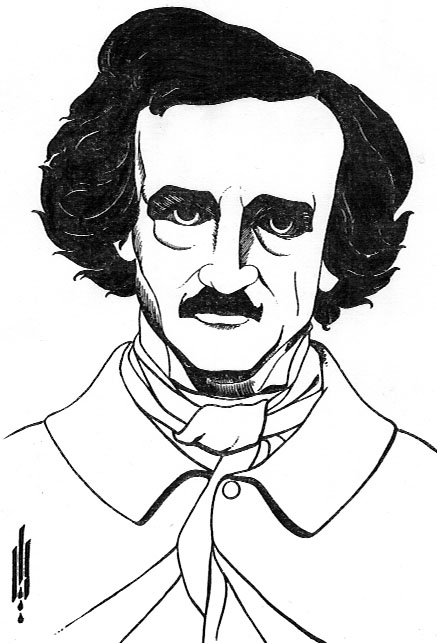
オーブリー・ビアズリー（1872-1898）が描いたポーのイラスト。

### 主な参照文献
- エドガー・アラン・ポー 『ポオ小説全集』（1-4） 創元推理文庫、1974年。ISBN 4488522017ほか
  - 江戸川乱歩 解説「探偵作家としてのエドガー・ポオ」 （1巻所収。初出は『宝石』1949年11月号）
- エドガー・アラン・ポー 『ポオ評論集』 八木敏雄訳、岩波文庫、2009年。ISBN 4003230655
- 池末陽子、辻和彦 『悪魔とハープ―エドガー・アラン・ポーと十九世紀アメリカ』音羽書房鶴見書店、2008年。 ISBN 4755302366
- 佐渡谷重信 『エドガー＝A＝ポー　人と思想』 清水書院、1990年、新装版2016年。ISBN 4389420941
- 野口啓子 『後ろから読むエドガー・アラン・ポー―反動とカラクリの文学』 彩流社、2007年。ISBN 4779112435
- 巽孝之 『E・A・ポウを読む』 岩波書店「岩波セミナーブックス」、1995年。ISBN 9784000042222
- 宮永孝 『ポーと日本 その受容の歴史』 彩流社、2000年。ISBN 4882026481
- 山本常正 『エドガー・ポオ―存在論的ヴィジョン』英宝社、1999年。ISBN 9784269740020
- 八木敏雄、巽孝之編 『エドガー・アラン・ポーの世紀 生誕200周年記念必携』 研究社、2009年。ISBN 4327472190 以下を所収（参照したもののみ。コラムは脚注で挙げている）
  - 八木敏雄 「ある作家の生涯（一八〇九 - 一八四九）」
  - 井上健 「日本文学とポー」
  - 大串尚代 「論争家ポー」
  - 野口啓子 「「ハンス・プファアルの無類の冒険」を中心に」
  - 三浦笙子 「人口庭園の美学」
  - 青柳いづみこ 「音楽になったポー ―クロード・ドビュッシーとフランス近代を中心に」
  - 宮川雅 「科学と疑似科学の境」
  - 内田市五郎 「ポーの肖像画と肖像写真」
- Foye, Raymond (editor) (1980). The Unknown Poe (Paperback ed.). San Francisco, CA: City Lights. ISBN 0872861104.
- Frank, Frederick S.; Anthony Magistrale (1997). The Poe Encyclopedia. Westport, CT: Greenwood Press. ISBN 0313277680.
- Hoffman, Daniel (1998). Poe Poe Poe Poe Poe Poe Poe (Paperback ed.). Baton Rouge, La.: Louisiana State University Press. ISBN 0807123218.
- Krutch, Joseph Wood (1926). Edgar Allan Poe: A Study in Genius. New York: Alfred A. Knopf.
- Meyers, Jeffrey (1992). Edgar Allan Poe: His Life and Legacy (Paperback ed.). New York: Cooper Square Press. ISBN 0815410387.
- Quinn, Arthur Hobson (1941). Edgar Allan Poe: A Critical Biography. New York: Appleton-Century-Crofts, Inc.. ISBN 0801857309.
- Rosenheim, Shawn James (1997). The Cryptographic Imagination: Secret Writing from Edgar Poe to the Internet. Baltimore: Johns Hopkins University Press. ISBN 9780801853326.
- Silverman, Kenneth (1991). Edgar A. Poe: Mournful and Never-Ending Remembrance (Paperback ed.). New York: Harper Perennial. ISBN 0060923318.
- Sova, Dawn B. (2001). Edgar Allan Poe: A to Z (Paperback ed.). New York: Checkmark Books. ISBN 081604161X.
- Whalen, Terence (2001). "Poe and the American Publishing Industry". in J. Kennedy. A Historical Guide to Edgar Allan Poe. Oxford Oxfordshire: Oxford University Press. ISBN 0195121503.
- Miller, John C. (1974). "The Exhumations and Reburials of Edgar and Virginia Poe and Mrs. Clemm". Poe Studies VII (2). http://www.eapoe.org/pstudies/ps1970/p1974204.htm
- Phillips, Mary E (1926). Edgar Allan Poe: The Man. Chicago: The John C. Winston Company.

### その他の関連文献
翻訳全集
- 佐々木直次郎訳 『ポオ小説全集』 第一書房（全5巻）、1931年
- 谷崎精二訳 『エドガァ・ポォ小説全集』 春陽堂（全4巻、別巻1）、1931-34年。
  - 新装版『ポオ全集』（全6巻、1978-79年）、『ポオ小説全集』（全4巻、1998年）、各・春秋社
- 『ポオ全集』 東京創元社（全3巻）、1963年、新装版1969-70年ほか
  - 新装再刊『ポオ小説全集』（全4巻、1974年）、『ポオ 詩と詩論』（1979年）、各・創元推理文庫
  - 訳者は、阿部知二・田中西二郎・中野好夫・小川和夫・篠田一士・佐伯彰一ほか多数

その他の訳本（現行の文庫判）
- 中野好夫訳 『黒猫　モルグ街の殺人事件 他五篇』 岩波文庫、1978年・改版2009年
- 八木敏雄訳 『黄金虫　アッシャー家の崩壊 他九篇』 岩波文庫、2006年
- 丸谷才一訳 『ポー名作集』 中公文庫、1973年・改版2010年
- 富士川義之訳 『黒猫』 集英社文庫、1992年。作家論：種村季弘
- 小川高義訳 『黒猫／モルグ街の殺人』 光文社古典新訳文庫、2006年
- 小川高義訳 『アッシャー家の崩壊／黄金虫』 光文社古典新訳文庫、2016年
- 巽孝之訳 『黒猫・アッシャー家の崩壊』 新潮文庫、2009年
- 巽孝之訳 『モルグ街の殺人・黄金虫』 新潮文庫、2009年
- 巽孝之訳 『大渦巻への落下・灯台』 新潮文庫、2015年
- 河合祥一郎訳『黒猫　ポー傑作選1 ゴシックホラー編』 角川文庫、2022年
- 河合祥一郎訳『モルグ街の殺人　ポー傑作選2 怪奇ミステリー編』角川文庫、2022年
- 河合祥一郎訳『×だらけの社説　ポー傑作選3 ブラックユーモア編』角川文庫、2023年
- 『E・A・ポー ポケットマスターピース09』 鴻巣友季子・池末陽子編・解説、集英社文庫ヘリテージシリーズ、2016年。作家論：桜庭一樹
- 渡辺温・渡辺啓助訳『ポー傑作集　江戸川乱歩名義訳』中公文庫、2019年
- 吉田健一訳『赤い死の舞踏会　付・覚書〈マルジナリア〉』中公文庫、2021年
- 加島祥造訳 『対訳 ポー詩集』 岩波文庫、1997年 - 以下は小説作品以外
- 八木敏雄訳 『ユリイカ』 岩波文庫、2008年
- 八木敏雄編訳 『ポオ評論集』 岩波文庫、2009年
- 阿部保訳 『ポー詩集』 新潮文庫、1956年・改版2007年

研究文献
- 宮永孝 『文壇の異端者―エドガー・アラン・ポーの生涯』 新門社、1979年
- 宮永孝 『異常な物語の系譜―フランスにおけるポー』 三修社、1983年
- 板橋好枝、野口啓子編 『E.A.ポーの短編を読む―多面性の文学』 勁草書房、1999年
- 野口啓子、山口ヨシ子編 『ポーと雑誌文学―マガジニストのアメリカ』 彩流社、2001年